# Линеен кораб
Вижте пояснителната страница за други значения на Линеен кораб.
Линеен кораб (на английски: Battleship) е класът на най-мощните артилерийски бронирани кораби на XX век. До началото на Втората световна война линейните кораби са символ на могъществото на ВМС на морските държави – средство за осигуряване на господство по море. Линейните кораби са предназначени за нанасяне на мощни артилерийски удари по корабите на противника (преди всичко по себеподобните линейни кораби), за осигуряване на бойната устойчивост на съединенията и за разрушаване на стратегическите брегови обекти на противника.
- в широк смисъл, това е кораб, предназначен за водене на бойни действия в състава на ескадри;
- в традиционното си значение (също съкратено линкор) е клас тежко бронирани артилерийски бойни кораби с водоизместимост от 20 до 70 хиляди тона, дължина от 150 до 280 м, при калибър на оръдията на главния калибър 280 – 460 мм, с екипаж от 1500 – 2800 души.

Линкорите са използвани през XX век за унищожаването на корабите на противника в състава на бойното съединение и артилерийска поддръжка на сухопътни операции. Явяват се еволюционно развитие на броненосците от втората половина на XIX век.
Преди Втората световна война линейните кораби влизат в състава на флотовете на всички големи морски държави. Линейните кораби, построени в САЩ в периода на Втората световна война, са най-големите бойни кораби, превъзхождащи по водоизместимост самолетоносачите от онзи период. Обаче в хода на войната линейните кораби не оправдават възлаганите им надежди. Артилерийските двубои между линейните кораби са сравнително редки, няма и генерални сражения между линейните сили с цел завоюване на господство по море. Линейните кораби се оказват много уязвими към удари на авиацията и подводните лодки. Използването на линейни кораби за разрушаване на брегови обекти и поддръжка на десантите е много ограничено. Вследствие на това строителството на линейни кораби във всички страни в света след края на 1940-те години е прекратено, а малкото налични линкори са в бойния състав и крайно ограничено се използват до 1990-те години, макар съветските/руските тежки крайцери от проекта 1144 „Орлан“ фактически също да са линкори.
Най-големите в историята линкори са японските линейни кораби тип „Ямато“ от периода на Втората световна война. Най-големите проектирани, но нереализирани, линейни кораби са немските линкори от тип „H-44“.

## Произход на името
Линкор е съкратеното име на възродения през 1907 г. в руския флот название на класа: „линеен кораб“ под влиянието на тактиката на използването в бой на ескадрените броненосци в Цушимското сражение. Съществува мнение, че в Русия през 1907 г. названието на този клас бойни кораби е отново учредено в памет на старинните дървени ветроходни линейни кораби. Първоначално се предполага, че за построените по-рано руски ескадрени броненосци и проектираният за руския флот броненосец от „дредноутен“ тип, ще се приеме линейната тактика за използването в бой в състава на ескадрата, обаче скоро се отказват от нея. Фактически през 1907 г. в руския флот към класа „линеен кораб“ са отнесени всички ескадрени броненосци довоенна постройка, ескадрените броненосци „преддредноутен“ тип, със завършено построяване в хода на руско-японската война и проектираният ескадрен броненосец „дредноутен“.
Англоезичният непълен аналог на руския термин „линкор“ – на английски: battleship (дословно: боен кораб) произлиза по подобен начин – от английския термин, обозначаващ ветроходния линеен кораб. През 1794 г. терминът на английски: line-of-battle ship – кораб от бойната линия – съкратено е записан като на английски: battle ship. Впоследствие той се употребява по отношение на всеки един боен кораб. От края на 1880-те години неофициално в Кралския британски флот най-често започват да го употребяват към ескадрените броненосци. През 1892 г. прекласификацията в британския флот нарича с думата „battleship“ класа на свръхтежките кораби, където попадат няколко особено тежки ескадрени броненосеца.

## Дредноут „Само големи оръдия“
За основоположник на новия порив в развитието на големите артилерийски кораби се счита британския адмирал Джон Арбетнот Фишър. Още през 1899 г., командвайки средиземноморската ескадра, той забелязва, че стрелбата с главния калибър може да се води на много по-голяма дистанция, ако се ориентираш по плясъците от падането на снарядите. Но за това трябва да се унифицира цялата артилерия, за да се избегне объркването в определянето на плясъците от снарядите на главния калибър и среднокалибрената артилерия. Така се ражда концепцията „само големи оръдия“ (ориг. „all-big-guns“), залегнала в основата на корабите от новия тип. Далечината на ефективната стрелба нараства с 10 – 15 до 90 – 120 кабелтови (т.е. почти десеторно).
Другите нововъведения, залегнали в основата на новия тип кораби, стават централизираното управление на огъня от единен общокорабен пост и масирано използване на електрически механизми и корабна електромрежа (в частност телефонна), повишаващи скоростта и точността на насочване на тежките оръдия. Силно се усъвършенстват и самите оръдия вследствие прехода към бездимен барут и производството на оръдията от високоякостни стомани. Вече за престрелка е достатъчен само главния кораб, а плаващите зад него кораби в килватера се ориентират по плясъците от неговите снаряди. Така строя в килватерни колони отново позволява в Русия през 1907 г. да се върне термина линеен кораб. В САЩ, Англия и Франция терминът „линеен кораб“ не е възраждан, а новите кораби продължават да се наричат „battleship“ или „cuirassé“. В Русия „линеен кораб“ си остава официалният термин, а на практика се утвърждава съкращението линкор.
Руско-японската война окончателно утвърждава превъзходството по скорост и далекобойност на артилерията като главни преимущества в морския бой. Дискусиите за нов тип кораби се води в много страни. Например в Италия с идея за новия линкор се изказва Виторио Куниберти, а в САЩ е планирано построяването на корабите от типа „Мичиган“, но англичаните успяват да изпреварят всички останали благодарение на промишлено-технологичното си превъзходство.
Първият такъв кораб става английският „Дредноут“, името на който става нарицателно за всички кораби от този клас. Корабът е построен в рекордни срокове, излизайки на ходови изпитания на 2 септември 1906 г., – година и един ден след официалното си залагане. „Дредноут“ при водоизместимост от 22500 тона благодарение на за първи път използваната на толкова голям кораб силова установка от нов тип – парната турбина – може да развива скорост до 22 възела. На „Дредноут“ са поставени 10 оръдия калибър 305 мм (поради бързането кораба е оборудван с двуоръдейните кули на дострояваните по това време ескадрени броненосци заложени през 1904 г.). Вторият калибър на „Дредноут“ е противоминен – 27 оръдия калибър 76 мм. Артилерия на средния калибър отсъства. Главното бордово брониране на „Дредноут“ включва два отделни бронепояса: водолинията се защитава от 279-мм плочи над които до нивото на средната палуба върви 203-мм броня. Хоризонталното брониране се състои от две броневи палуби, затварящи горния и долния ръб на бордовия броневи пояс. Горната бронева палуба на „Дредноут“, намираща се на нивото на средната му палуба, се простира от форщевена до кърмовия траверс и представлява настилка от 18-мм меки стоманени плочи. Под нея на нивото на долната палуба между носовите и кърмовите барбети преминава главната бронева палуба, състояща се от два слоя (25 + 18 мм) мека бронирана стомана. На разстояние около 3 м от външния борд тя плавно се спуска във вид на скос към долния край на главния броневи пояс. Кулите на 12-дюймовите оръдия се защитават от 279-мм броня отпред и отстрани, имат 76-мм покрив и 330-мм тил. Цялостна бронирана надлъжна преграда липсва. Нейната функция изпълняват защитни 51-мм броневи екрани, разположени в района на артилерийските погреби.
Появата на „Дредноут“ прави всички останали големи броненосни кораби морално остарели. Това е от полза за Германия, започваща строителството на голям военен флот – така тя може веднага да пристъпи към строежа на новите кораби.

## Линкорите през Първата световна война

### Линкорите на Великобритания
Появата на „Дредноут“ предизвиква потрес във военноморските кръгове в целия свят, слагайки началото на „дредноутната треска“. Всички морски държави проявяват огромно желание да се обзаведат с корабите от новия тип. При това тон в започналата надпревара в морските въоръжения задава именно Великобритания. В края на 1906 – началото на 1907 г. са заложени първите серийни линкори на Кралския флот – трите единици от типа „Белерофонт“. От техническа гледна точка те са малко усъвършенстван вариант на „Дредноут“. Водоизместимостта незначително се увеличава за сметка на поставянето на по-тежка противоминна артилерия и противоторпедни прегради. Дебелината на бордовата броня при това е намалена.
Следващата серия британски дредноути – трите кораба на типа „Сейнт Винсент“, е заложена в периода 1907 – 1908 г. Явявайки се развитие на проекта „Белерофон“, те се отличават от тях основно по оръдията на главния калибър. Техните 305-мм оръдия имат дължина на ствола 50 калибра, вместо 45 калибра на предшествениците. Така британците се опитват да увеличат бронепробиваемостта на своите оръдия, но опита показва недостатъците на това решение. Бронепробиваемостта нараства едва с 3%, теглото на кулите се увеличава с 50 тона, а точността на стрелба се снижава поради повишената вибрация на стволовете. Независимо от неуспеха с новите оръдия, следващата серия, включваща „HMS Neptune (1909)“ и двете единици на малко отличаващия се от него тип „Колосус“, също ги получават на въоръжение. Основното отличие на новите кораби, заложени през 1909 г., става различното положение на кулите, с цел да се осигури бордов залп с всички оръдия на главния калибър. Опитът претърпява неуспех – поради риск от повреди от дулните газове по надстройките огън на борда реално може да се води само от осем от десетте оръдия на главния калибър.
На последващото развитие на британските линкори повлиява както политическите обстоятелства, така и опита от експлоатацията на първите дредноути. Първоначално британското Адмиралтейство планира да залага ежегодно по четири линкора, но преувеличените данни за строителството на линкори в другите страни, и преди всичко от Германия, предизвикват политическа криза във Великобритания, което води до удвояване на корабостроителните програми по залагане на големи кораби.
В четирите линкори от типа „Орион“, заложени 1909 – 1910 г., са използвани сериозни усъвършенствания. Линкорите за първи път имат 343-мм оръдия с дължина на ствола 45 калибър, което дава солидно увеличаване на теглото на снаряда при повишаване на точността на стрелбата. Всичките пет двуоръдейни кули успешно са разположени по диаметралната плоскост, благодарение на което по борд вече действително могат да стрелят всичките десет оръдия на главния калибър. Бронирането се усилва, а водоизместимостта съществено нараства. По същество това са първите британски линкори, проектирани без особена спешност и за това без явните недостатъци на предшествениците си. Слабостите на „Орионите“ са ниската устойчивост и слабата подводна защита.
Следващият тип линкори – „Кинг Джордж V“, – четирите единици на който са заложени през 1911 г., практически повтаря „Орион“, но с някои усъвършенствания. Тази линия продължават четирите линкора от типа „Айрън Дюк“. Тяхното залагане се състои през 1912 г. По-големи отколкото предшествениците си те носят 152-мм артилерия като противоминен калибър, макар и неудачно поставена. Бронирането отново се усилва. Както и предходните линкори, типа „Айрън Дюк“ има скорост около 21 възела.
Първоначално се предполага залагането през 1912 г. на нова серия линкори като подобрен „Айрън Дюк“, обаче Уинстън Чърчил, станал година преди това Първи лорд на Адмиралтейството, заповядва да се преработи проекта под оръдия калибър 381-мм, които още даже не съществуват. Волунтаристкото решение на Чърчил все пак се оказва много успешно и води до появата на линкорите от типа „Куин Елизабет“. Броят на оръдейните кули на тях е съкратен до четири, поставени по линейно-терасовидната схема в носа и кърмата, но теглото на бордовия залп се получава по-голям, отколкото при който и да е от по-ранните линкори. Освободеното в средната част на линкорите пространство е използвано за поместване на допълнителни енергоагрегати, което позволява да се качи скоростта до 24 възела. Бронирането се усилва незначително, увеличава се водоизместимостта. Линкорите от типа „Куин Елизабет“ стават първите линейни кораби с чисто нефтено отопление на котлите. Планира се постройката на четири кораба, но фактически в периода 1912 – 1913 г. залагат пет единици.
Тъй като типа „Куин Елизабет“ изглежда необикновен и прекалено скъп, за следващите линкори от типа „Ривендж“ се връщат към по-консервативната конструкция. При същото въоръжение скоростта се намалява, но нивото на защита до известна степен нараства. Петте кораба от този тип са заложени 1913 – 1914 г.
| Сравнителни ТТХ на британските линкори от Първата световна война |                           |                           |                           |                           |                           |                           |                           |                           |
|                                                                  | „Белерофонт“              | „Сейнт Винсент“           | „Нептун“/ „Колосус“       | „Орион“                   | „Кинг Джордж V“           | „Айрън Дюк“               | „Куин Елизабет“           | „Ривендж“                 |
| Пълна водоизместимост, т                                         | 22 102                    | 23 030                    | 22 720/23 050             | 25 870                    | 25 600                    | 29 560                    | 31 500                    | 31 000                    |
| Артилерия на главния калибър                                     | 10×305-мм/45              | 10×305-мм/50              | 10×305-мм/50              | 10×343-мм/45              | 10×343-мм/45              | 10×343-мм/45              | 8×381-мм/42               | 8×381-мм/42               |
| Противоминен калибър                                             | 16×102-мм/50              | 20×102-мм/50              | 16×102-мм/50              | 16×102-мм/50              | 16×102-мм/50              | 12×152-мм/45              | 14×152-мм/45              | 14×152-мм/45              |
| Бордово брониране, главен пояс, мм                               | 127 – 254                 | 178 – 254                 | до 254/до 280             | 203 – 305                 | 203 – 305                 | 102 – 305                 | 152 – 330                 | до 330                    |
| Брониране на палубите, мм                                        | 13 – 102                  | 19 – 76                   | до 76/до 102              | 25 – 102                  | 25 – 102                  | 25 – 64                   | 25 – 76                   | 25 – 51                   |
| Брониране на кулите на ГК, мм                                    | до 279                    | до 280                    | до 280                    | до 280                    | до 280                    | до 280                    | до 330                    | до 330                    |
| Енергетична установка                                            | паротурбинна, 23 000 к.с. | паротурбинна, 24 500 к.с. | паротурбинна, 25 000 к.с. | паротурбинна, 27 000 к.с. | паротурбинна, 31 000 к.с. | паротурбинна, 29 000 к.с. | паротурбинна, 56 000 к.с. | паротурбинна, 40 000 к.с. |
| Максимална скорост, възела                                       | 20,75                     | 21                        | 21                        | 21                        | 21                        | 21,25                     | 23 – 24                   | 22 – 23                   |

### Линкорите на Германия
Появата на „Дредноут“ не води до радикални промени в корабостроителните програми на Втория Райх, но вместо предполагащото се по-рано строителство на броненосци сега е решено да се строят същият брой линкори. Първите линкори в германския флот стават четирите кораба на типа „Насау“, заложени през 1907 г.
Проектът се получава доста своеобразен. Линкорите от типа „Насау“ носят по 12 оръдия на най-малкия от всички кораби в своя клас калибър – 280 мм, тъй като командването на флота предпочита да има по-скорострелна артилерия, отколкото противника. Освен това новите 305-мм арт. установки все още не са готови. Разположението на артилерията също не е напълно нормално и позволява наличието в бордовия залп само на осем от 12 оръдия. Обаче германските моряци считат за необходимо наличието на „резервни“ оръдия в случай на безпорядъчно скупчване на кораби, което им се вижда възможно в завършителния стадий на решаващото морско сражение.. Линкорите от типа „Нассау“ имат парни машини и в сила на това са сравнително бавни Заедно с това линкорите от този тип се отличават с добра бронева защита и развити средства за подсигуряване на непотопимостта.
Линкорите от типа „Хелголанд“, заложени в количество четири единици в периода 1908 – 1909 г., стават развитие на типа „Насау“. Съхранявайки същото разположение на оръдията на главния калибър, те получават 305-мм оръдия. Водоизместимостта нараства, подобрява се защитата, но и тези линкори имат парни машини и се отличават със сравнителна мудност. Както и предшествениците, те нямат добра мореходност, за сметка на това са доста маневрени кораби с надеждна подводна защита.
Следващият проект германски линкори – тип „Кайзер“, се оказва не развитие на предшестващите типове, а съвършено нова разработка. Височината на надводния борд нараства, въведен е полубак, което влияе добре на мореходността. За първи път на германските линкори са поставени парни турбини, а горивото става комбинирано вместо чисто въглищното при предшествениците. Броят оръдия на главния калибър е намален до десет, но бордовият залп се увеличава, тъй като сега по борда могат да стрелят всички кули, макар и не на всичките курсов ъгли. Бронирането отново се усилва, също отново е подобрена подводната защита. Всичките пет линкори от тип „Кайзер“ са заложени в периода 1909 – 1911 г.
Последните германски линкори с артилерия калибър 305 мм стават четирите кораба от типа „Кьониг“, заложени 1911 – 1912 г. „Кьонигите“ стават усъвършенствана версия на „Кайзерите“. Артилерията сега е разположена само по диаметралната плоскост, бронирането се усилва незначително. След това германският флот преминава към строителството на линкори със свръхтежка артилерия.
Последните линкори, построени за кайзеровия флот, стават корабите от тип „Байерн“. Заложени са 4 броя през 1913 – 1915 г., но в строя влизат само първите два. В тези линкори германските корабостроители се опитват да вложат всички технически достижения на онова време. Желаейки с един скок да преодолеят изоставането си от британските линкори по огнева мощ, германците решително преминават към максимално възможният за тогава калибър. Въоръжението им се състои от осем нови 380-мм оръдия, разположени по линейно-терасовидната схема. Така новите германски линкори не отстъпват по реална огнева мощ на най-новите британски противници. При това линкорите от типа „Байерн“ превъзхождат своите противници по степента на брониране и бойна устойчивост.
| Сравнителни ТТХ на германските линкори от Първата световна война |                          |                          |                           |                           |                           |
|                                                                  | „Насау“                  | „Хелголанд“              | „Кайзер“                  | „Кьониг“                  | „Байерн“                  |
| Пълна водоизместимост, т                                         | 20 535                   | 24 700                   | 27 000                    | 28 600                    | 32 200                    |
| Артилерия на главния калибър                                     | 12×280-мм/45             | 12×305-мм/50             | 10×305-мм/50              | 10×305-мм/50              | 8×380-мм/45               |
| Противоминен калибър                                             | 12×150-мм/45 16×88-мм/45 | 14×150-мм/45 14×88-мм/45 | 14×150-мм/45 12×88-мм/45  | 14×150-мм/45 10×88-мм/45  | 16×150-мм/45 8×88-мм/45   |
| Бордово брониране, главен пояс, мм                               | 300                      | 300                      | 350                       | 350                       | 350                       |
| Брониране на палубите, мм                                        | 55 – 80                  | 55 – 80                  | 60                        | 60                        | 60 – 70                   |
| Брониране на кулите на ГК, мм                                    | 280                      | 300                      | 300                       | 300                       | 350                       |
| Енергетична установка                                            | паромашинна, 22 000 к.с. | паромашинна, 28 000 к.с. | паротурбинна, 28 000 к.с. | паротурбинна, 31 000 к.с. | паротурбинна, 35 000 к.с. |
| Максимална скорост, възела                                       | 19                       | 20,5                     | 21                        | 21                        | 22                        |

### Линкорите на Франция
Макар предложения да се строят линкори с еднородна артилерия да е повдигани във Франция още през 1904 г., депутатите на Националното събрание предпочитат да разходват средствата основно за сухопътната армия, а в морето се разчита на съюзния британски флот. В резултат френския флот в края на 1900-те години се премества по бойна сила от второ място в света на четвърто.
Едва през 1909 г. са отделени средства за строителството на първите френски линкори, което започва в периода 1910 – 1911 г. Всичко са заложени четири единици от типа „Курбе“. Въпреки господстващия тогава във френското корабостроене „бавнострой“, линкорите са построени достатъчно бързо, и към август 1914 г. те са всички в строя. Обаче за 1914 г. проектът вече се счита за остарял. 305-мм оръдия изглеждат вече слаби в сравнение с чуждестранните аналози, а шестте двуоръдейни кули са разположени немного удачно. При това оръдията имат прекалено малък ъгъл на възвишение, което намалява тяхната далекобойност. Броневата защита се оказва ненапълно адекватна за новите снаряди, а мореходността е неудовлетворителна. Последното е свързано с ограничаването на водоизместимостта на линкорите, с оглед размерите на съществуващите във Франция по онова време сухи докове.
Следващата тройка линейни кораби тип „Бретан“ значително повтаря типа „Курбе“, но носи десет от новите 340-мм оръдия. При това броя на стволовете в бордовия залп не се намалява. Всички тези кораби са заложени през 1912 г., но построяването им се проточва поради започналата война, и линкорите влизат в строй през 1915 – 1916 г. По огнева мощ те превъзхождат предшествениците си, но имат и болшинството техни недостатъци.
Проблемите с ограничаването на размерите на строящите се линкори водят фреските конструктори до използването на нетрадиционни решения. Желаейки да повишат силата на линкорите без увеличаване на водоизместимостта, те за първи път в света използват на следващия проект четириоръдейни кули, което позволява да се поставят на линкорите от типа „Норманди“ дванадесет 340-мм оръдия. През 1913 г. залагат четири кораба, през 1914 г. към тях се добавя още един. Началото на Първата световна война, изхода от която за Франция се решава на сушата, води до прекратяването на строителството. През 1915 г. се предвижда залагането на четири линейни кораба тип „Лион“. При малък ръст на водоизместимостта по сравнение с „Нормандиите“, „Лионите“ трябва да носят по 16 340-мм оръдия в четири кули. Във връзка с войната залагането на корабите е отменено.
| Сравнителни ТТХ на френските линкори от Първата световна война |                           |                           |                          |
|                                                                | „Курбе“                   | „Бретан“                  | „Норманди“               |
| Пълна водоизместимост, т                                       | 25 800                    | 25 000                    | 25 230                   |
| Артилерия на главния калибър                                   | 12×305-мм/45              | 10×340-мм/45              | 12×340-мм/45             |
| Противоминен калибър                                           | 22×138-мм/55              | 22×138-мм/55              | 24×138-мм/55             |
| Бордово брониране, главен пояс, мм                             | 180 – 270                 | 160 – 270                 | 180 – 300                |
| Брониране на палубите, мм                                      | 45+40                     | 40+40                     | 50+50                    |
| Брониране на кулите на ГК, мм                                  | 320                       | 250 – 340                 | 250 – 340                |
| Енергетична установка                                          | паротурбинна, 28 000 к.с. | паротурбинна, 29 000 к.с. | комбинирана, 32 000 к.с. |
| Максимална скорост, възела                                     | 21                        | 20                        | 21                       |

### Линкорите на Русия
Разработката на своите първи линкори Руският императорски флот започва през 1906 г. През 1908 г. след международен конкурс от проекти е избран, основно по политически причини, проекта на Балтийския завод. На облика на първите руски линкори сериозно повлиява опита от руско-японската война, след която руските моряци желаят да влизат в бой бързоходни кораби с мощна артилерия, имащи бронева защита с максималната възможна площ. В резултат линкорите от тип „Севастопол“, заложени през 1909 г. в количество четири единици, се оказват неуспешен проект.
Тези кораби имат силна артилерия от 12 305-мм оръдия с отлична балистика, поставени в четири триоръдейни кули в диаметралната плоскост по цялата дължина на корпуса. Скоростта им също е на високо ниво. Обаче, както става ясно още преди края на строежа, след опитните стрелби, проведени през 1913 г., броневата защита на линкорите от типа „Севастопол“ се оказва съвършено неудовлетворителна. Фактически всяко стълкновение със сериозен противник би било за руските кораби крайно опасно. Освен това корабите се отличават с ниска мореходност, малка далечина на плаване и практически пълна липса на подводна защита. На Запад те са смятани за нещо средно между линкори и линейни крайцери и ги причисляват към специфичния клас „балтийски дредноути“.
Решението за усилването на Черноморския флот с нови линейни кораби е предизвикано от намерението на Турция да купи от чужбина два съвременни линейни кораба-дредноута. За ускоряване на построяването им за архитектурна основа е взет типа „Севастопол“. Предпочитанието се дава на проекта на Руското корабостроително акционерно дружество. Системата за брониране на Черноморските дредноути се отличава с увеличаване на дебелината на плочите: на главния броневи пояс от 225 до 262,5 мм, на стените на бойните рубки от 250 до 300 мм, на покривите им от 125 до 200 мм, скоса на броневата палуба, кулите и барбетите. Сумарната маса на бронята на „Екатерина II“ е 7044,6 т. Освен увеличената дебелина на бронята от линейните кораби от типа „Севастопол“ те се отличават с намалената до 21 възела скорост.
След създаването на проекта за линкора „Император Николай Първи“ конструкторските работи продължават. Създадени са проекти за линейни кораби от инженерите Бубнов, Гаврилов и Костенко, а също и от Путиловската корабостроителница.
| Сравнителни ТТХ на руските линкори от Първата световна война |                           |                           |                           |
|                                                              | „Севастопол“              | „Императрица Мария“       | „Император Николай I“     |
| Пълна водоизместимост, т                                     | 26 900                    | 25 800                    | 28 500                    |
| Артилерия на главния калибър                                 | 12×305-мм/52              | 12×305-мм/52              | 12×305-мм/52              |
| Противоминен калибър                                         | 16×120-мм/50              | 20×130-мм/55              | 20×130-мм/55              |
| Бордово брониране, главен пояс, мм                           | 225                       | 262,5+50                  | 270+75                    |
| Брониране на палубите, мм                                    | 37+25                     | 37,5+25+12                | 35+63+35                  |
| Брониране на кулите на ГК, мм                                | 203                       | 250                       | 300                       |
| Енергетична установка                                        | паротурбинна, 42 000 к.с. | паротурбинна, 26 500 к.с. | паротурбинна, 30 000 к.с. |
| Максимална скорост, възела                                   | 23                        | 21                        | 21                        |

### Линкорите на Италия
Независимо от това че един от „отците“ на идеята за дредноута е италианският корабостроител В. Куниберти, италианският флот подготвя проекта за своя първи линкор едва през 1908 г. Въпреки това „Данте Алигери“, заложен през 1909 г., се оказва по много параметри новаторски кораб. Така например за първи път на линкор са използвани триоръдейни кули на главния калибър, като всички те са разположени по диаметралната плоскост, в т.ч. на мидъла, което дава възможност да се стреля по борда с всички стволове, но изключва възможността за дълбока модернизация. За първи път противоминната артилерия е частично поместена в кули. По останалото това е типичен кораб на италианската корабостроителна школа – бързоходен, слабо защитен, с невисока мореходност и малка далечина на плаването. Двете последни характеристики италианските моряци смятат за маловажни за Средиземно море.
| Сравнителни ТТХ на италианските линкори от Първата световна война |                           |                                    |                                    |                            |
|                                                                   | „Данте Алигери“           | „Конте ди Кавур“                   | „Андреа Дория“                     | „Франческо Карачоло“       |
| Пълна водоизместимост, т                                          | 21 600                    | 24 250 – 24 801                    | 24 729                             | 34 000                     |
| Артилерия на главния калибър                                      | 12×305-мм/46              | 13×305-мм/46                       | 13×305-мм/46                       | 8×381-мм/40                |
| Противоминен калибър                                              | 20×120-мм/50 13×76-мм/40  | 18×120-мм/50 13×76-мм/50           | 16×152-мм/45 13×76-мм/50           | 12×152-мм/45 8×102-мм/45   |
| Бордово брониране, главен пояс, мм                                | 254                       | 254                                | 254                                | 303                        |
| Брониране на палубите, мм                                         | 38                        | 111                                | 98                                 | 50                         |
| Брониране на кулите на ГК, мм                                     | 254                       | 254                                | 280                                | 400                        |
| Енергетична установка                                             | паротурбинна, 32 190 к.с. | паротурбинна, 30 700 – 32 300 к.с. | паротурбинна, 30 000 – 31 000 к.с. | паротурбинна, 105 000 к.с. |
| Максимална скорост, възела                                        | 22,8                      | 21,6 – 22,2                        | 21 – 21,3                          | 28                         |

### Линкори на другите европейски страни
Към създаването на линкори от дредноутския тип австро-унгарският флот пристъпва през 1908 г., след получаването на известия за залагането в Италия на линкора „Данте Алигери“. Проектът е подготвен през 1909 г., през 1910 г. се състои залагането на първите два кораба от тип „Тегетхоф“, а през 1912 г. залагат още два. Пред конструкторите е поставена задача да вместят максимална огнева мощ в ограничена водоизместимост. Характеристиките за далечина на плаване и мореходност са смятани за малозначими за линкори, предназначени да действат в Адриатическо море. Поставената задача до известна степен е изпълнена – линкорите от типа „Вирибус Унитис“ получават 12 мощни 305-мм оръдия, поместени в триоръдейни кули по линейно-терасовидната схема. Цената за солидното за сравнително неголемите кораби въоръжение става крайно плътната компоновка и намаленото в дебелина брониране. Главните недостатъци на проекта са малката устойчивост и съвършено неудовлетворителната подводна защита.
Тенденцията за създаване на свръхдредноути не подминава и австро-унгарският флот. Към 1913 г. е подготвен проект за линкор под условното название „Ерзац Монарх“. Водоизместимостта отново е ограничена, но бронята е усилена, скоростта остава на предишното ниво, а основното въоръжение трябва да бъде от новите 350-мм оръдия, разположени в дву- и триоръдейни кули, по линейно-терасовидната схема. Четирите единици от този тип е планирано да се заложат през 1914 г., но започналата война проваля плановете на флота.
Сериозни опити да придобие линкори-дредноути за своя флот предприема Османската империя. През 1911 г. правителството на „младотурците“ поръчва на британската компания „Викерс“ два линкора със свръхтежка артилерия. Британците разработват проекта на базата на чертежите на линкора „Кинг Джордж V“ и залагат през същата година два кораба от типа „Махмуд-Решад V“, по-късно преименувани на „Решадие“. Итало-турската война, а също Първата и Втората Балкански войни влошават финансовото положение на Турция и през 1912 г. контрактът е разтрогнат, но „Викерс“ продължава строителството на главния линкор със собствени средства. През 1914 г. Турция заявява за готовността да изкупи линкора, а също поръчва още един под названието „Фатих“. Той е заложен през лятото на 1914 г. С началото на Първата световна война Великобритания реквизира „Решадие“ и той влиза в състава на Кралския флот като „Ерин“.
През 1913 г. Турция прекупува от Бразилия строящия се във Великобритания линкор „Рио де Жанейро“, преименувайки го на „Султан Осман I“.. Линкорът е подготвен за отплаване към Турция на 3 август 1914 г. с турски екипаж, пристигнал в Англия, но на 2 август 1914 г. британското правителство реквизира кораба. В състава на Кралския флот той влиза като „Еджинкорт“.
След получаване на известията за плановете за превъоръжаване на отоманския флот със свои дредноути решава да се обзаведе и Гърция. През 1912 г. немската компания „Вулкан“ разработва за гръцкия флот проекта за линкора „Саламис“. Първоначално това е съвсем неголям кораб с шест оръдия калибър 356-мм, но след това проектната водоизместимост нараства почти един и половина пъти, а броят на оръдията на главния калибър с една трета. Оръдията и кулите гърците поръчват в САЩ. През 1914 г. линкорът „Саламис“ е спуснат на вода в Германия, но с началото на Първата световна война неговото дострояване е прекратено. След войната Гърция е въвлечена в продължителен съдебен процес по повод линкора, в резултат на което той отива за скрап през 1932 г., така и невлязъл в строй. Освен това през 1914 г. Гърция поръчва във Франция линкора „Василеос Константинос“, проектиран на базата на проекта „Бретан“, но едва започналото му построяване е прекратено през същата година.
Различни програми за усилване на испански|испанския флот се съставят от края на Испано-американската война, но икономическото положение на Испания неизменно ги прави нереални. Едва през 1908 г. се намират средства и флотът поръчва освен всичко останало и три линкора. Скромното финансиране позволява да се построят само кораби с неголяма водоизместимост, при това техните размери са обвързани и към съществуващите в Испания докове. Всички три линкора от типа „Еспаня“ са построени в периода 1909 – 1921 г. от испанската промишленост, но с активната техническа помощ на чуждестранни фирми.
Крайният резултат от тези усилия са най-малките дредноути в света – своего рода линкори за брегова отбрана. Опитите да се вмести въоръжението на линкор в корпуса на ескадрен броненосец води до това, че за другите елементи от конструкцията остава малко. Бронирането е слабо, скоростта е на нивото на броненосците, но главният недостатък на проекта се оказва неудовлетворителната подводна защита. Обаче Испания през онези години твърдо се придържа към неутралитета си и строи своите линкори по-скоро за престиж. След завършването на програмата има предложения за строителството на по-мощни кораби, но без да получат развитие.
Освен това идеята да получи линкори има място и във флота на Нидерландия. Без да разполага с опит в построяването на толкова големи и сложни кораби, холандците се обръщат за помощ към корабостроителите на Великобритания и Германия. През 1914 г. за разглеждане от купувача са представени редица проекти за линкори с оръдия калибър 343 или 356 мм, обаче започналата война слага край на тези планове.
| Сравнителни ТТХ на Австро-Унгария, Турция, Гърция, Испания от Първата световна война |                           |                           |                           |                           |
|                                                                                      | „Тегетхоф“                | „Решадие“                 | „Саламис“                 | „Еспаня“                  |
| Пълна водоизместимост, т                                                             | 21 595                    | 25 250                    | 19 500                    | 15 700                    |
| Артилерия на главния калибър                                                         | 12×305-мм/45              | 10×343-мм/45              | 8×356-мм/45               | 8×305-мм/50               |
| Противоминен калибър                                                                 | 12×150-мм/50 20×66-мм/50  | 16×152-мм/50 6×57-мм/50   | 12×152-мм/50 12×75-мм     | 20×102-мм/50              |
| Бордово брониране, главен пояс, мм                                                   | 150 – 280                 | 102 – 305                 | 100 – 250                 | 102 – 203                 |
| Брониране на палубите, мм                                                            | 30 – 48                   | 37 – 76                   | 40 – 75                   | 37                        |
| Брониране на кулите на ГК, мм                                                        | 60 – 280                  | до 280                    | до 250                    | 203                       |
| Енергетична установка                                                                | паротурбинна, 27 000 к.с. | паротурбинна, 26 500 к.с. | паротурбинна, 40 000 к.с. | паротурбинна, 15 500 к.с. |
| Максимална скорост, възела                                                           | 20,3                      | 21                        | 23                        | 19,5                      |

### Линкорите на САЩ
Конструирането на американските линкори се води съвършено независимо от другите страни от 1901 г. Убедили се, че 203-мм оръдия, използвани на американските броненосци като втори калибър, не могат да пробиват дебелата броня на очакваните дистанции на бой, американските моряци пожелават да имат кораб, носещ еднородна тежка артилерия. Проектирането на първите дредноути на флота на САЩ се води в условията на постановено от Конгреса ограничение на водоизместимостта на 16 000 тона, тъй като конгресмените упрекват флота в стремеж да строи прекалено големи и скъпи кораби.
На 3 март 1905 г. Конгресът утвърждава построяването на двата линейни кораби тип „Саут Каролина“. Ограничаването на водоизместимостта принуждава конструкторите да орежат проекта по всички направления. На корабите намаляват броневата защита даже в сравнение с предшестващите броненосци, мореходността се признава за недостатъчна, енергетичната установка е паромашинна и не осигурява превъзходство по скорост над броненосците. Обаче именно на линкорите от типа „Саут Каролина“ за първи път в света е използвана линейно-терасовидната схема за разположение на кулите на главния калибър, която осигурява най-ефективното използване на артилерията. Макар проектът да е разработен по-рано от „Дредноут“, строителството се проточва и първите линкори на американския флот влизат в строй вдва през 1910 г. и веднага попадат в разряда на морално остарелите.
Още в хода на строителството на линкорите от тип „Саут Каролина“ става ясно, че те видимо отстъпват на новозалаганите капитални кораби на европейските страни. Този факт прави неприятно впечатление на американските законодатели и ограничаването на водоизместимостта е отменено. Това позволява на американците да построят своите първи пълноценни линкори – двойката от тип „Делауеър“, заложени през 1907 г. Водоизместимостта им рязко се увеличава, което позволява да се постави пета кула на главния калибър, да се усили бронирането, да се подобри мореходността, а скоростта да достигне до 21 възела. При това ниската икономичност на първите парни турбини на крейсерски скорости принуждава флота да постави на един от линкорите парни машини.
Почти пълен аналог на „делауеърите“ стават двата линкора от тип „Флорида“, заложени през 1909 г. Двата носят парни турбини, а като противоминна артилерия за първи път са поставени най-новите 127-мм оръдия. Тъй като във Великобритания вече се залагат линкори с 343-мм оръдия, президента на САЩ Теодор Рузвелт изисква да се премине на калибър 356 мм, но технически проблеми принуждават да се построи следващата двойка линкори от тип „Уайоминг“ с 305-мм оръдия, макар тяхната огнева мощ да е усилена както благодарение на увеличаването на броя оръдия, така и за сметка на удължаването на стволовете до 50-и калибър. Тези кораби са заложени през 1910 г. Първите американски линкори с артилерия калибър 356 мм стават двата от тип „Ню Йорк“. По същество проекта повтаря „Уайоминг“, но от по-мощните оръдия е поставен по-малък брой. Недоволни от икономичността на своите първи турбини, флотът също вземат погрешното решение да ги заменят с парни машини.. Двата линкора са заложени през 1911 г.
Етапен за американския флот, а също и за световното корабостроене става проекта „Невада“. На тези кораби, строителството на които започва през 1912 г., след дълго прекъсване е използвана схемата за бронева защита „всичко или нищо“ (на английски: All or nothing), първоначално тя се нарича „френска“, вече я назовават „американска“. Идеята ѝ се заключава в създаването на своеобразна бронирана кутия в централната част на кораба, която защитава всички жизненоважни центрове, като бронята е с максималното възможна дебелина. При това краищата на кораба остават съвършено небронирани, но в условията на боеве на големи дистанции, за каквито се готви флота на САЩ, това изглежда като незначителна жертва. Отличителната особеност на този тип е лошата управляемост и ниската скорост, поради което те по времето на Първата световна война са използвани, както и линкорите от тип „Саут Каролина“, за охрана на конвои.
Следващите американски линкори стават развитие на проекта „Невада“ и се именуват в американския флот „стандартни линкори“. В периода 1913 – 1914 г. са заложени двата линкора от тип „Пенсилвания“. Те стават увеличен вариант на „Невадите“ с артилерия, разположена в триоръдейни кули и с увеличена скорост на хода. Трите кораба тип „Ню Мексико“, към строителството на които пристъпват през 1915 г., получават новите 356-мм оръдия. До края на Първата световна война САЩ успяват да заложат още една двойка линкори с 356-мм артилерия – тип „Тенеси“, в периода 1916 – 1917 г. Ако не се броят неголемите изменения в архитектурата, те като цяло са подобни на предшествениците. Венец в развитието на американските линкори, заложени в годините на Първата световна война стават корабите от тип „Колорадо“. На тях преминават към калибъра 406 мм, още повече увеличаващ ударната им сила. Планира се да се построят четири линкора от този тип, заложени в периода 1917 – 1920 г., но според решенията на Вашингтонската конференция е разрешено да се достроят само три. На двата последни типа кораби има турбоелектрическа енергетична установка, която при линкорите на другите флотове не се използва.
| Сравнителни ТТХ на американските линкори от Първата световна война |                          |                                           |                           |                           |                          |                                           |                           |                                                          |                                |
|                                                                    | „Саут Каролина“          | „Делауеър“                                | „Флорида“                 | „Уайоминг“                | „Ню Йорк“                | „Невада“                                  | „Пенсилвания“             | „Ню Мексико“/ „Тенеси“                                   | „Колорадо“                     |
| Пълна водоизместимост, т (дълги английски тона)                    | 17 700                   | 22 000                                    | 23 000                    | 27 300                    | 28 400                   | 28 400                                    | 32 500                    | 33 000/33 190                                            | 33 590                         |
| Артилерия на главния калибър                                       | 8×305-мм/45              | 10×305-мм/45                              | 10×305-мм/45              | 12×305-мм/50              | 10×356-мм/45             | 10×356-мм/45                              | 12×356-мм/45              | 12×356-мм/50                                             | 8×406-мм/45                    |
| Противоминен калибър                                               | 22×76-мм/50              | 14×127-мм/50                              | 16×127-мм/51              | 21×127-мм/51              | 21×127-мм/51             | 21×127-мм/51                              | 22×127-мм/51              | 14×127-мм/51                                             | 12×127-мм/51                   |
| Бордово брониране, главен пояс, мм                                 | 254                      | 280                                       | 280                       | 280                       | 305                      | 343                                       | 343                       | 343                                                      | 343                            |
| Брониране на палубите, мм                                          | 51                       | 51                                        | 38                        | 63                        | 63                       | 63+24                                     | 74+24                     | 89+24                                                    | 89+24                          |
| Брониране на кулите на ГК, мм                                      | 305                      | 305                                       | 305                       | 305                       | 356                      | 457                                       | 457                       | 457                                                      | 457                            |
| Енергетична установка                                              | паромашинна, 16 500 к.с. | паротурбинна или паромашинна, 25 000 к.с. | паротурбинна, 28 000 к.с. | паротурбинна, 27 000 к.с. | паромашинна, 28 100 к.с. | паротурбинна или паромашинна, 24 800 к.с. | паротурбинна, 31 500 к.с. | паротурбинна/турбоелектрическа, 32 000 к.с./ 28 600 к.с. | турбоелектрическа, 28 900 к.с. |
| Максимална скорост, възела                                         | 18,5                     | 21                                        | 20,75                     | 20,5                      | 21                       | 20,5                                      | 21                        | 21                                                       | 21                             |

### Линкорите на страните от Латинска Америка
В края на XIX – началото на XX век флотите на враждуващите помежду си Аржентина и Чили се попълват с цяла поредица мощни броненосци и крайцери европейска постройка. На техния фон флота на Бразилия изглежда остарял, което предизвиква сериозно безпокойство в страната. Икономическият ръст на страната позволява на бразилците да приемат през 1904 г. програма за обновление на флота. Първоначално е планирано да се поръчат във Великобритания три броненосеца с еднородна артилерия калибър 254 мм, но след влизането в бойния състав на Кралския флот на „Дредноут“, бразилците преподписват контракта за нов проект.
Линкорите от тип „Минас Жерайс“ наследяват някои от чертите на изходния проект, в частност парните машини в качеството на енергетична установка. Въоръжението е съставено от 12 305-мм оръдия, което прави тези линкори най-мощните в света към момента на залаганети им, състояло се през 1907 г. Конструкторите от компанията „Викерс“ използват линейно-терасовидното разположение на крайните кули, което позволява да има десет ствола в бордовия залп. Неочакваната заявка на Бразилия за лидерство във военноморските въоръжения поражда по онова време множество конспиративни теории.
Към 1910 г., когато новите бразилски линкори влизат в строй, водещите морски държави вече са заложили доста по-силни кораби. Нежелаейки да се предава, бразилският флот поръчва през 1910 г. във Великобритания линкора „Рио де Жанейро“, въоръжен с 12 356-мм оръдия, което ще го направи най-силният в света. Проучва се въпросът за поръчката на още един линкор с името „Риашуело“. В случай на построяването му той би станал най-мощно въоръженият линкор на 1910-те години, тъй като на него се планира да се поставят или 15 381-мм оръдия, или 10 406-мм. Обаче възникналите в Бразилия икономически проблеми в съчетание с бунта във флота принуждават президента на страната Р. де Фонсека да се откаже от поръчката на „Риашуело“ и да намали изискванията към „Рио де Жанейро“. В окончателния си вариант „Рио де Жанейро“ носи 14 оръдия калибър 305 мм и има по-малка водоизместимост. Но даже такъв кораб се оказва за Бразилия прекалено скъп и през 1913 г., още в хода на достройката, линкорът е продаден на Турция..
Превъоръжаването на бразилския флот предизвиква на свой ред безпокойство в другите големи страни на региона. Обаче за разлика от бразилците аржентинците не залагат на конкретен производител, а провеждат два международни конкурса за най-добър проект за линкор, като използват достатъчно съмнителни от гледна точка на деловата етика методи. В тях вземат участие 15 компании от различни страни, но в крайна сметка контракта за двата линкора от тип „Ривадавия“ с възможност за поръчка на трети е подписан с американски корабостроители. Тези линкори са получени от аржентинския флот в периода 1914 – 1915 г. Те носят отпечатъка на американската корабостроителна школа, имат по 12 305-мм оръдия в шест кули, като всичките могат да стрелят по борда. По своите възможности линкорите от тип „Ривадавия“ напълно удовлетворяват бразилците, а след отказа на Бразилия от „Рио де Жанейро“ строителството на третия е обявено за ненужно.
Чилийският флот също решава да поръча линкори-дредноути, но превъзхождащи корабите на съседите. Обявеният през 1911 г. международен конкурс за проекти е спечелен от традиционния доставчик на Чили – британската фирма „Армстронг“. През същата година във Великобритания е заложен главният линкор на проекта, а през 1913 г. е заложен вторият. Линкорите нееднократно сменят своите имена, но в крайна сметка стават линкори от тип „Алмиранте Латоре“. Корабите трябва да носят специално конструираните от „Армстронг“ оръдия калибър 356 мм – десет броя в пет кули. Проекта става най-съвършеният от латиноамериканските линкори, но през 1914 г. британското правителство реквизира двата кораба.
„Алмиранте Латоре“ влиза в състава на Кралския флот като „Канада“. След войната той преминава основен ремонт и е изкупен от Чили през 1920 г. Що се касае до втория линкор „Алмиранте Кохрейн“, то него британците решават да престрят като самолетоносач. До края на военните действия работите не са завършени и възниква въпросът за обратното преустройство от самолетоносач в линкор, още повече че чилийците не са се отказвали от своята поръчка. В крайна сметка разходите на чилийците са компенсирани с предаването на подводни лодки и самолети, а бившият линкор влиза в състава на британския флот като самолетоносача „Игъл“.
| Сравнителни ТТХ на линкорите на Аржентина, Бразилия и Чили |                               |                          |                           |                           |
|                                                            | „Ривадавия“                   | „Минас Жерайс“           | „Рио де Жанейро“          | „Алмиранте Латоре“        |
| Пълна водоизместимост, т                                   | 30 600                        | 21 200                   | 27 500                    | 32 120                    |
| Артилерия на главния калибър                               | 12 × 305-мм/50                | 12 × 305-мм/45           | 14 × 305-мм/50            | 10 × 356-мм/45            |
| Противоминен калибър                                       | 12 × 152-мм/50 16 × 102-мм/50 | 22 × 120-мм/50           | 20 × 152-мм/50            | 16 × 152-мм/50            |
| Бордово брониране, главен пояс, мм                         | 254 – 305                     | 229                      | 100 – 250                 | 100 – 230                 |
| Брониране на палубите, мм                                  | 51                            | 25 – 65                  | 40 – 75                   | 25 – 100                  |
| Брониране на кулите на ГК, мм                              | 305                           | 229 – 305                | до 250                    | до 250                    |
| Енергетична установка                                      | паротурбинна, 40 000 к.с.     | паромашинна, 23 500 к.с. | паротурбинна, 45 000 к.с. | паротурбинна, 37 000 к.с. |
| Максимална скорост, възела                                 | 22,5                          | 21                       | 22                        | 22,75                     |

### Линкорите на Япония
От опита в сраженията на руско-японската война командването на Императорския флот на Япония се убеждава, че 305-мм оръдия на броненосците се оказват най-ефективните средства за поражение на големи кораби. В резултат е взет курс към строителството на линеен флот, снабден само с тежка артилерия като главен калибър. Първите линкори биха могли да станат „Сацума“ и „Аки“, които се предполага да носят единен 12" калибър. Но тък като промишлеността не може бързо да произведе искания брой 305-мм оръдия, корабите получават смесено въоръжение от 305-мм и 254-мм оръдия. Така, „Сацума“ и „Аки“ си остават в класа на броненосците, макар и много мощни.
Първите японски линкори с единен 305-мм главен калибър стават двете единици от тип „Кавачи“, заложени през 1909 г. Проекта се оказва ненапълно успешен. Шестте двуоръдейни кули са разположени по образеца на немските линкори от тип „Насау“ – по една в краищата и по две на всеки борд. По борда може да се стреля само с осем ствола. Обаче оръдията в крайните и бордовите кули са от различен модел и се отличават по балистичните си характеристики, което крайно затруднява коригирането на огъня на големи дистанции. Това е резултат от решение, предизвикано от стремеж към икономии, което води до снижаване на реалната им бойна мощ, поради което и много експерти не смятат типа „Кавачи“ за пълноценни линкори.
Следващите линкори на японския флот се създават под влиянието на проекта за линейния крайцер „Конго“, разработен и построен от британската компания „Викерс“. Типът „Фусо“ се проектира с техническата помощ на тази фирма и става първият пълноценен дредноут на императорския флот. Бидейки съпоставим по размери с „Конго“, „Фусо“ носи 12 356-мм оръдия вместо осем, като всички те могат да стрелят по борда, неговата бронева защита също е съществено усилена. Цената за тези преимущества става значително по-маломощната енергетична установка, но скоростта от 22,5 възела се считала тогава за много прилична за линкор. Двата кораба от типа „Фусо“ са заложени в периода 1912 – 1913 г.
Серията от два линкора от типа „Исе“, заложени през 1915 г., са развитие на тип „Фусо“. От своите прототипи те се отличават с различното разположение на кулите на главния калибър, направено с цел по-добра защита на погребите за боеприпаси, някои изменения в разпределението на бронята и противоминната артилерия с намален калибър, въведени с оглед физическите възможности на японските комендори. Тези линкори стават едни от най-мощните кораби в света, влезли в строй в хода на Първата световна война.
Последните японски линкори, заложени в годините на войната стават двете единици на тип „Нагато“. Проектът се създава като бързоходен линкор по образец на британския „Куин Елизабет“. В сравнение с прототипа, „Нагато“ има по-мощна артилерия, състояща се от 410-мм оръдия и превъзходство по скорост на хода, като последното се държи в най-строга тайна. Линкорът „Нагато“ външно чувствително се отличава от по-ранно построените линкори. Седловатата палуба, наклонена напред, лъжицообразният в горната си част форщевен, високите мачти – стават отличителната черта на новия линкор. Заложени в периода 1917 – 1918 г., те влизат в строй вече след войната и след упорити дипломатически преговори. Към момента на влизането им в строй това са най-силните линкори и нито един кораб в света не може да се сравни с тях с такова съчетание на скорост, броня и мощ на залпа.
| Сравнителни ТТХ на японските линкори от Първата световна война |                                   |                           |                           |                           |
|                                                                | „Кавачи“                          | „Фусо“                    | „Исе“                     | „Нагато“                  |
| Пълна водоизместимост, т                                       | 22 900                            | 34 700                    | 36 500                    | 38 500                    |
| Артилерия на главния калибър                                   | 4×305-мм/50 8×305-мм/45           | 12×356-мм/45              | 12×356-мм/45              | 8×410-мм/45               |
| Противоминен калибър                                           | 10×152-мм 8×120-мм/40 12×76-мм/40 | 16×152-мм/50              | 20×140-мм/50              | 20×140-мм/50              |
| Бордово брониране, главен пояс, мм                             | 102 – 305                         | 102 – 305                 | 102 – 305                 | 102 – 305                 |
| Брониране на палубите, мм                                      | 30                                | 30 – 76                   | 34 – 55                   | 70 + 50                   |
| Брониране на кулите на ГК, мм                                  | до 280                            | 203 – 305                 | 203 – 305                 | 203 – 356                 |
| Енергетична установка                                          | паротурбинна, 25 000 л. с.        | паротурбинна, 40 000 к.с. | паротурбинна, 45 000 к.с. | паротурбинна, 80 000 к.с. |
| Максимална скорост, възела                                     | 20                                | 22,5                      | 23                        | 26,5                      |

## Линейните крайцери
Линейните крайцери, появили се в края на 1900-те години, стават последващо развитие на броненосните крайцери. Преоценката на резултатите от дейността на крайцерския отряд на адмирал Камимура в хода на руско-японската война, води у адмиралите в редица страни до желанието да се създаде тип кораб, който да съответства на линкорите така, както броненосните крайцери на броненосците. Специален комитет на британското Адмиралтейство под ръководството на адмирал Фишър стига до извода за необходимост от поставянето на новите кораби на оръдия от максимално достъпния тогава калибър – 305 мм. Стремежът да се даде много по-голяма, отколкото на „Дредноут“ скорост, при ограничената водоизместимост води до съществено отслабване на броневата защита. Така се появяват родоначалниците на новия клас – линейните крайцери от тип „Инвинсибъл“ (на английски: Invincible), влезли в строй през 1908 – 1909 г.
Първоначално новите кораби се наричат ескадрени крайцери, но към момента на влизането им в строя получават класификацията „линейни крайцери“ (на английски: battlecruiser). На новия клас се възлагат следните задачи:
• разузнаване с бой;
• поддръжка и съдействие на по-малките крайцери-разузнавачи;
• самостоятелни експедиции с цел обкръжаване на вражеските рейдери;
• преследване на отстъпващия флот на врага и по възможност поставянето му в безизходица чрез съсредоточаване на огъня върху изостаналите кораби;
• бързо обкръжаване на противника в хода на бойните действия.
Военноморската общественост приема новият клас capital ships нееднозначно, особени пререкания предизвиква слабата и непълна бронева защита. Въпреки това британският флот продължава развитието на този тип, построявайки отначало 3 крайцера от тип „Индефатигейбъл“ (на английски: Indefatigable) – усъвършенствана версия на „Инвинсибъл“, а след това преминава към построяването на линейни крайцери с артилерия калибър 343 мм. Те са 3 крайцера от тип „Лайън“ (на английски: Lion), а също построеният в единствен екземпляр „Тайгър“ (на английски: Tiger). Тези кораби вече надминават съвременните им линкори по размери, доста са бързоходни, но тяхното брониране, макар и усилено в сравнение с „Инвинсибъл“, все така не отговаря на изискванията за бой с аналогично въоръжен противник.
Вече в хода на Първата световна война, англичаните продължават строителството на линейни крайцери в съответствие с концепцията на върналия се към ръководството Фишър – максималната възможна скорост в съчетание с максимално силно въоръжение, но при слабо брониране. В резултат Кралският флот получава 2 линейни крайцера от тип „Ринаун“, а също 2 леки линейни крайцера от тип „Корейджъс“ и 1 от тип „Фюриъс“, като последния започват да преустройват на полусамолетоносач още преди влизането му в строй. Последният линеен крайцер на Великобритания, въведен в строй, става „Худ“, като неговият проект е значително изменен след неудачното за британските линейни крайцери Ютландско сражение. Бронирането на кораба е рязко усилено, и той фактически става линкор-крайцер, т.е. пълноценен линеен крайцер.
Много по-различен подход към проектирането на линейни крайцери имат германските военни корабостроители. В определена степен жертвайки мореходността, далечината на плаване и даже огнева мощ, те отделят много голямо внимание на живучестта (в т.ч. и бронезащитата) на своите линейни крайцери. Още първият германски линеен крайцер „Фон дер Тан“ (на немски: Von der Tann), отстъпвайки на „Инвинсибъл“ по тегло на бордовия залп, чувствително превъзхожда британските си аналози по защитеност.
Впоследствие, развивайки успешния проект, Германия въвежда в състава на своя флот линейните крайцери от тип „Молтке“ (на немски: Moltke) (2 единици) и техния усъвършенстван вариант – „Зайдлиц“ (на немски: Seydlitz). След това германският флот се попълва от линейни крайцери с артилерия калибър 305-мм, за разлика от 280-мм на ранните кораби. Това са „Дерфлингер“ (на немски: Derfflinger), „Лютцов“ (на немски: Lützow) и „Хинденбург“ (на немски: Hindenburg) – по мнение на експертите най-удачните линейни крайцери по времето на Първата световна война.
Още в хода на войната, немците залагат 4 линейни крайцера от тип „Макензен“ (на немски: Mackensen) и 3 от тип „Ерзац Йорк“ (на немски: Ersatz Yorck). Първите носят артилерия калибър 350-мм, на вторите е планирано да се поставят 380-мм оръдия. Двата типа се отличават с мощна бронева защита при умерена скорост на хода, но до края на войната нито един от строените кораби не влиза в строй.
Линейни крайцери пожелават също да имат Япония и Русия. Японският флот получава в периода 1913 – 1915 г. 4 кораба от тип „Конго“ (на японски: 金剛) – мощно въоръжени, бързоходни, но слабо защитени. Руският императорски флот строи 4 единици от тип „Измаил“, отличаващи се с много мощно въоръжение, достойна скорост и нелоша защита, превъзхождащи по всички отношения линкорите от тип „Гангут“. Първите 3 кораба са спуснати на вода през 1915 г., но впоследствие поради трудностите на военните години тяхното построяване рязко се забавя и в крайна сметка е прекратено.

## Линкорите в Първата световна война
По време на Първата световна война немският „Хохзеефлоте“ – Флот на откритото море и английският „Grand Fleet“ прекарват по-голямата част от времето в базите си, тъй като стратегическото значение на корабите изглежда прекалено голямо, за да се рискува с тях в бой. Единственото в тази война бойно стълкновение на флотовете от линкори (Ютландското сражение) е от 31 май 1916 г. Немският флот има намерението да примами от базите и да разбие част по част английския флот, но англичаните, разгадавайки замисъла, извеждат в морето целия си флот. Сблъскали се с превъзходящи сили, немците са принудени да отстъпят, няколко пъти избягвайки попадането в клопката и губейки няколко свои кораба (11 против 14 английски). Обаче след това до самия край на войната Флота на откритото море е принуден да остава при бреговете на Германия.
Като цяло в хода на войната нито един линкор не отива на дъното от артилерийски огън, само три английски линейни крайцера загиват поради слабостта на защитата им в хода на Ютландския бой. Главните загуби (22 кораба) на линкорите нанасят минните заграждения и торпедата на подводниците, предвещавайки бъдещото значение на подводния флот.
Руските линкори не участват в морски сражения – на Балтика те стоят в заливите, с вързани ръце от минно-торпедната заплаха, а в Черно море те нямат достойни съперници и тяхната роля се свежда до артилерийски бомбардировки. Изключение съставлява боят на линкора „Императрица Екатерина Велика“ с линейния крайцер „Гьобен“, в хода на който „Гьобен“, получавайки повреди от огъня на руския линкор, съумява да съхрани преимуществото си по скорост и се оттегля в Босфора. Линкорът „Императрица Мария“ потъва през 1916 г. от взрив на боезапаса в залива на Севастопол по неустановена причина.

## Развитие на класа на линкорите в първите години след Първата световна война
Първата световна война не слага край на надпреварата в морските въоръжения, понеже на мястото на европейските държави като притежатели на най-големите флотове застават практически неучаствалите във войната САЩ и Япония. След построяването на новите супердредноути от тип „Исе“, японците окончателно започват да вярват във възможностите на своята корабостроителна промишленост и започват да подготвят своя флот към война за господство в Тихия океан. Проява на тези стремежи става амбициозната програма „8+8“, предвиждаща построяването на 8 нови линкора и 8 не по-малко мощни линейни крайцера, с 410 мм и 460 мм оръдия. Първата двойка кораби от тип „Нагато“ вече е спусната на вода, два линейни крайцера (с 5×2×410 мм) стоят на стапелите, когато обезпокоените от това американци предприемат симетрични мерки – програма за строителството на 10 нови линкора и 6 линейни крайцера, без да се броят по-малките кораби. Обеднялата в резултат на войната Англия също не желае да изостава и планира построяването на корабите от тип „G3“ и „N3“, макар вече да не може да поддържа „двойния стандарт“. Обаче подобно натоварване върху бюджетите на супердържавите от онова време е крайно нежелателно в следвоенната обстановка и всички те са готови на отстъпки за съхраняване на настоящето положение.

## Вашингтонско морско съглашение
Февруари 1922 г. САЩ, Великобритания, Франция, Италия и Япония сключват Вашингтонското съглашение за ограничаване на морските въоръжения. Страните, подписали съглашението, съхраняват най-съвременните си към момента на подписването кораби (Япония успява да запази фактически довършвания към момента на подписването „Муцу“), само Англия може да построи три кораба с 406 мм оръдия на главния калибър (тъй като няма такива кораби за разлика на Япония и САЩ). Намиращите се в строителство в т.ч. и с 18", и с 460 мм оръдия, не са достроени като артилерийски кораби (а основно са преправени на самолетоносачи). Стандартната водоизместимост на всеки един нов военен кораб е ограничено на 35 560 тона, максималният калибър на оръдията не трябва да превишава 356 мм (впоследствие е увеличен, отначало до 381 мм, а след отказа да се продължи съглашението от Япония, до 406 мм с увеличаване на водоизместимостта до 45 000 т). Освен това за всяка от страните-участници се ограничава сумарната водоизместимост на всички военни кораби (533 000 тона за САЩ и Великобритания, 320 000 тона за Япония и 178 000 тона за Италия и Франция).
При сключването на съглашението Англия се ориентира към характеристиките на своите кораби от тип „Куин Елизабет“, които със своите събратя от тип „R“ съставят основата на английския флот. В Америка изхождат от данните на последните кораби от „стандартния тип“ на серията „Уест Вирджиния“. Най-силните кораби на японския флот стават близките до тях бързоходни линкори от тип „Нагато“.
Съглашението установява „военноморска ваканция“ със срок от 10 години, през която не трябва да се залагат големи кораби, изключение е направено само за двата английски линкора от тип „Нелсън“, станали по този начин единствените кораби, построени с всички ограничения. За това се налага кардинално да се преработи проекта, помествайки всичките три кули на проекта G3 в носовата част на корпуса и ограничение с двувалова силова установка.
За най-ощетена страна се смята Япония (макар по производство на 460 мм оръдия те съществено да изотстават от вече готовите и изпитани 18" стволове на Британия и САЩ – отказа на последните от тяхното използване на новите кораби за страната на изгряващото слънце е в плюс), отделеният на която лимит от водоизместимост 3:5 в полза на Англия или САЩ, съгласно вижданията по онова време, не позволява да се противодейства на настъпателни действия на последните.
Освен това японците са принудени да прекратят строежа на вече заложените крайцери и линкори по новата програма. Обаче стремейки се да използват корпусите, те ги преоборудват на самолетоносачи, с невиждана дотогава мощност. Така постъпват и американците. По-късно тези кораби ще имат своята дума.

## Линкорите на 1930 – 1940-те години
Действието на съглашението продължава до 1936 г., като англичаните се опитват да убедят всички да се ограничат размерите на новите кораби на 26 хиляди тона водоизместимост и 305 мм главен калибър. Обаче за това се съгласяват само французите при построяването на двойката малки линкори от тип „Дюнкерк“, предназначени за противодействие на немските мини линкори от тип „Дойчланд“, а също и самите немци, стремящи се някак си да се измъкнат от действието на Версайския договор и съгласни на подобни ограничения при строителството на корабите от тип „Шарнхорст“, наистина без да сдържат обещанията си по отношение на водоизместимостта. След 1936 г. съревнованието в морските въоръжения е възобновено, макар формално корабите все още да се подчиняват на ограниченията на Вашингтонското съглашение. На 30 юни 1938 г. Великобритания, САЩ и Франция подписват протокол за изменения към втория Лондонски договор, в който максималната стандартна водоизместимост на линкора се ограничава вече на 45 ф000 дълги тона, макар подобно решение вече да не играе никаква роля.
Корабите стават толкова скъпи, че решението за тяхното построяване става чисто политическо, и често се лобира от промишлените кръгове с цел осигуряване на поръчки за тежката промишленост. Политическото ръководство се съгласява с построяването на такива кораби, надявайки се да осигури заетост на работниците от корабостроителния и други отрасли в годините на Великата депресия и последващото възстановяване на икономиките.
Военните не бързат да се отказват от проверените решения и да залагат на авиацията и подводните лодки, считайки, че използването на най-новите достижения в техниката ще позволят на новите бързоходни линкори с успех да изпълняват своите задачи в новите условия. Най-видимите новости при линкорите са внедрените още в корабите от типа „Нелсън“ редукторни установки, позволяващи на гребните винтове да работят в най-изгодните режими, а използването на пара с по-високи параметри позволява да се доведе мощността на един агрегат до 40 – 70 хил. к.с. Това позволява да се повиши скоростта на хода на новите линкори до 27 – 30 възела и те да се слеят с класа на линейните крайцери.
За противодействие на все по-нарастващата подводна заплаха над корабите все повече се увеличиват размерите на зоните с противоторпедна защита. За защита от снарядите, летящи отдалече и следователно под големи ъгли, а също и от авиобомбите, все повече се увеличива дебелината на броневите палуби (до 160 – 200 мм), получили разсъсредоточена конструкция. Широкото използване на електрозаваряването позволява да се прави конструкцията не само по-здрава, но и дава съществена икономия в тегло. Артилерията на противоминния калибър е премествана от страничните спонсони в кули, където тя има по-големи ъгли на обстрел. Постоянно се увеличава числеността на зенитната артилерия, разделена вече на голямокалибрена и малокалибрена, за отразяване на атаки, съответно на големи и малки дистанции. Голямокалибрената, а след това и малокалибрената артилерия, получават отделни постове за насочване. Изпробвана е идеята за универсален калибър, представляващ скорострелни голямокалибрени оръдия с големи ъгли на насочване, пригодени за отразяване на атаките на разрушителите и високолетящите бомбардировачи.
Всички кораби носят бордови разузнавателни хидросамолети с катапулти, а във втората половина на 1930-те англичаните започват да поставят на своите кораби първите радари.
В разпореждане на военните също има немалко кораби от края на „свръхдредноутната“ ера, които преминават модернизация, за да съответстват на новите изисквания. Те получават нови машинни установки, по-мощни и компактни. Обаче скоростта им при това не нараства, а нерядко даже пада, поради това, че корабите получават големи бордови надделки в подводната част – були – с цел да подобрят устойчивостта към подводни взривове. Кулите на главния калибър получават нови, увеличени амбразури, позволяващи да се увеличи далечините на стрелба, така например далечината на стрелба на 15-дюймовите оръдия на корабите от тип „Куин Елизабет“ нараства от 116 до 160 кабелтови.

### Линкорите на Великобритания
За времето на „линкорната ваканция“ Кралският флот активно се занимава с модернизацията на своите остаряващи линкори. Усилва се тяхното брониране, особено на линейните крайцери, поставят се нови системи за управление на огъня, увеличават се ъглите на възвишение на оръдията, което води към съществено повишаване на далечината на стрелба. Почти всички кораби получават възможност за пуск на хидросамолети, доста видимо се усилва зенитната артилерия. В някои случаи обема на модернизационните мероприятия се оказва толкова голям, че в стария корпус фактически се строи нов кораб. Въпреки това линейният флот на Великобритания постепенно остарява.
Към разработката на своите нови линкори британците пристъпват още през 1928 г., обаче работите са скоро прекратени поради вътрешнополитически причини. Към този въпрос се връщат едва през 1933 г., имайки предвид създаването на линкор с договорната водоизместимост. Предложени са множество варианти, но нито един от тях не удовлетворява флота. Към 1935 г. е разработен вариант за линкор с оръдия калибър 381 мм, утвърден от Адмиралтейството, но желаейки да се спазят договорните параметри, правителството настоява за намаляване на калибъра. Към 1936 г. е готов проект с 12 356-мм оръдия в четириоръдейни кули, но необходимостта да се усили бронирането, за да се противодейства на по-големите чуждестранни оръдия, принуждава да се съкрати броят на оръдията на главния калибър до 10. Независимо от рязката критика към този проект във военноморските кръгове и парламента, първите два линкора от тип „Кинг Джордж V“ са поръчани през 1936 г., а още три малко по-късно. Всичките пет единици са заложени през 1937 г.
Проектът се получава нееднозначен. Макар линкорите от типа „Кинг Джордж V“ да показват своята способност да противостоят на германските си аналози, по огнева мощ те отстъпват на почти всички линейни кораби от ново поколение. Допуснати са редица недомислия в конструирането, особено в системата за противоторпедна защита, която се оказва съвършено неудовлетворителна. Правилната по принцип идея да се поставя на линкорите универсална артилерия е обезценена от ниските характеристики на 133-мм оръдия като зенитки. Автоматите „пом-пом“, използвани като средство на близката ПВО, страдат от множество конструктивни недостатъци. Като цяло типа „Кинг Джордж V“ се оказва неудачен.
Отказът на Япония да се продължи Вторият Лондонски договор повишава лимита на водоизместимостта до 45 000 тона, а калибъра на артилерията до 406 мм. Обаче в надеждата да се оказва влияние над партньорите, Адмиралтейството ограничава водоизместимостта до цифрата 40 000 тона. Проектът „Лайън“ е подготвен към края на 1938 г., а през 1939 г. са заложени първите два от четирите кораба, предполагащи се в серията. „Лайън“ се разработва на основата на проекта „Кинг Джордж V“, но корпусът е удължен, а мощността на машините е увеличена, което позволява да се повиши скоростта. Практически напълно е съхранена съвършено неудовлетворителната подводна защита. Бронирането е отчасти усилено, но главната разлика става артилерията на главния калибър. Линкорите трябва да са въоръжени с девет 406-мм оръдия в триоръдейни кули. Останалото въоръжение повтаря „Кинг Джордж V“. През есента на 1939 г. строителството на линкорите е спряно, смятайки, че до края на военните действия те така или иначе не ще успеят да влязат в строй, а в началото на 1940 г. строителството им е окончателно прекратено.
Независимо от това британският флот все пак получава един линкор с военно залагане. Историята за появата на „Вангард“ е достатъчно необичайна, тъй като представлява палиативно решение. В складовете има оръдейни кули с оръдия калибър 381 мм, свалени от леките линейни крайцери „Корейджъс“ и „Глориъс“ след тяхното преустройство на самолетоносачи. Възниква идеята да се поставят тези надеждни, макар и остарели системи на новопостроен корпус и така бързо да се получи нов линкор, макар и с ограничени възможности. Проектирането започва през 1939 г., а през 1941 г. „Вангард“ е заложен, с разчет на влизане в строй през 1944 г.
Конструктивно кораба напомня своите непосредствени предшественици, но с изобилие от подобрения, предизвикани от натрупването на военен опит. Мореходността им се оценява като най-добрата сред всички линкори от Втората световна война, поставено е много ново оборудване, зенитните средства на близката зона са представени от ефективните автомати „Бофорс“. Като цяло макар „Вангард“ да отстъпва на най-добрите чуждестранни аналози по огнева мощ, със задачата да се построи нелош линкор на приемлива цена британците се справят. Обаче не успяват да се справят с другата – да построят такъв кораб бързо. Независимо от всичките усилия „Вангард“ не попада във Втората световна война и влиза в строй едва през 1946 г., ставайки последният линкор на Кралския флот.
| Сравнителни ТТХ на британските линкори от Втората световна война |                            |                            |                            |
|                                                                  | „Кинг Джордж V“            | „Лайън“                    | „Вангард“                  |
| Пълна водоизместимост, т                                         | 42 076                     | 46 400                     | 51 420                     |
| Артилерия на главния калибър                                     | 10×356-мм/45               | 9×406-мм/40                | 8×381-мм/42                |
| Универсален калибър                                              | 16×133-мм/50               | 16×133-мм/50               | 16×133-мм/50               |
| Зенитен калибър                                                  | 32×40-мм/40                | 48×40-мм/40                | 73×40-мм/56                |
| Бордово брониране, главен пояс, мм                               | 356 – 381                  | 381                        | 343 – 356                  |
| Брониране на палубите, мм                                        | 127 – 152                  | 150+37                     | 127 – 152                  |
| Брониране на кулите на ГК, мм                                    | 149 – 324                  | 150 – 374                  | 152 – 330                  |
| Енергетична установка                                            | паротурбинна, 110 000 к.с. | паротурбинна, 130 000 к.с. | паротурбинна, 130 000 к.с. |
| Максимална скорост, възела                                       | 28,5                       | 30                         | 29,5                       |

### Линкорите на Германия
След края на Първата световна война военноморските сили на Ваймарската република – Райхсмарине, са ограничени от положенията на Версайския договор. В частност водоизместимостта на корабите не може да надвишава 10 000 тона, а калибърът на артилерията – 280 мм. Въпреки това ръководството на германския флот развива планове за активни действия против превъзходящите сили на потенциалните противници в рамките на доктрината за „крайцерска война“, която получава официално признание след назначаването за началник на морското командване на адмирал Ерих Редер. В рамките на тази концепция са построени първите големи кораби на новия немски флот – „джобните линкори“ от типа „Дойчланд“, зачислени по политически причини като броненосци, но фактически нестандартни тежки крайцери, предназначени за действия по комуникациите. Появата на „Дюнкерк“ прави „дойчландите“ морално остарели кораби. Направен е опит да се създаде на базата на „джобния линкор“ на по-мощна бойна единица. През 1934 г. са заложени четвъртия и петия „броненосци“, станали развитие на типа „Дойчланд“. Тяхната водоизместимост двойно надвишава версайския лимит, но въпреки това те не могат да се противопоставят на „Дюнкерк“.
След идването през 1933 г. на власт в Германия на Адолф Хитлер посоката за развитието на флота първоначално не се променя. На 18 юни 1935 г. е подписано англо-германското морско съглашение, съгласно което Германия вече може да строи кораби от всички класове. Сред всичко останало, Кригсмарине получават право да построят и пет линкора. В рамките на програмата за възрождение на флота вместо прекратеното строителство на „броненосците“ са заложени „Шарнхорст“ и „Гнейзенау“. По същество, те са значително увеличена версия на крайцеритео от типа „Дойчланд“. Новите кораби получават мощна бронева защита, имат висока скорост, но калибъра на тяхната артилерия е сравнително неголям. В Кригсмарине те се именуват линкори, но фактически са линейни крайцери. Двата линкора са заложени през 1935 г.
Към изследования по проекта на следващия тип линкори германският флот пристъпва още през 1932 г. Още варианта с 350-мм артилерия, подготвен към 1935 г., превишава договорният лимит, но по политически мотиви немците заявяват, че стандартната водоизместимост ще състави 35000. На 9 май 1935 г. Редер заповядва да се строят линкори с 380-мм артилерия, макар да се предвиждат големи трудности с базирането. „Бисмарк“ е заложен през 1935 г., а „Тирпиц“ през 1936 г. Проектирани в традиционния немски стил, за бой на сравнително неголеми дистанции, те носят много броня. Тяхното вертикално брониране е почти невъзможно са се порази чрез настилен огън, но с хоризонталнат защита нещата стоят много по-зле. Артилерията на линкорите също е предназначена за бой на дистанции до 20 км. Към числото на явните недостатъци на проекта се отнасят разделението на средната артилерия на противоминна и зенитна, но последната като цяло е нелоша. За сметка на това енергетичната установка, както и при много други немски кораби се оказва ненадеждна. като цяло, линкорите от типа „Бисмарк“ съответстват на поставените задачи, но нямат изключителни бойни качества.
Последните реално заложени линкори на Кригсмарине стават корабите от типа „H“. На конструкцията на тези линкори повлиява стремежа на германското командване да използва големи кораби в качеството на рейдери. Изискванията предвиждат да се осигури далечини на плаване на нивото на „джобните линкори“, което принуждава да се използва дизелна енергетична установка. Бронирането се оказва частично отслабено, за сметка на това въоръжението включва 406-мм оръдия SKC/34. Останалото въоръжение, като цяло, повтаря типа „Бисмарк“. 12 дизела трябва да дадат скорост от над 30 възела и далечина на плаване от 16 000 мили на 19 възела.
На 18 януари 1939 г. А. Хитлер утверждава постройката на шест линкора от този тип, а през юли и септември същата година са заложени линкорите с шифър „H“ и „J“. С началото на Втората световна война работите са прекратени през декември 1939 г. и повече не са возъбновявани. Веч епоставените на стапелите конструкции са разкомплектовани след две години.
| Сравнителни ТТХ на германските линкори от Втората световна война |                                     |                                      |                                      |
|                                                                  | „Шарнхорст“                         | „Бисмарк“                            | тип „H“                              |
| Пълна водоизместимост, т                                         | 37 224 – 37 303                     | 50 900 – 52 600                      | 65 592                               |
| Артилерия на главния калибър                                     | 9×283-мм/54                         | 8×380-мм/47                          | 8×406-мм/50                          |
| Противоминна артилерия                                           | 12×150-мм/55                        | 12×150-мм/55                         | 12×150-мм/55                         |
| Зенитен калибър                                                  | 14×105-мм/65 16×37-мм/83 8×20-мм/65 | 16×105-мм/65 16×37-мм/83 12×20-мм/65 | 16×105-мм/65 16×37-мм/83 32×20-мм/65 |
| Бордово брониране, главен пояс, мм                               | 350                                 | 320                                  | 170 – 300                            |
| Брониране на палубите, мм                                        | 50 + 80 – 105                       | 50 – 80 + 80 – 95                    | 50 – 60 + 100 – 120                  |
| Брониране на кулите на ГК, мм                                    | 150 – 360                           | 130 – 360                            | 180 – 400                            |
| Енергетична установка                                            | паротурбинна, 160 080 к.с.          | паротурбинна, 138 000 к.с.           | дизелна, 165 000 к.с.                |
| Максимална скорост, възела                                       | 32                                  | 29                                   | 30,4                                 |

### Линкорите на Франция
Вашингтонското съглашение договаря, че за компенсация на отказа от дострояването на всички заложени до Първата световна война линкори, Франция ще може да започне строителството на един линкор през 1927 г. и на още един през 1929 г. Към проектирането на новите капитални кораби французите пристъпват през 1926 г., създавайки проект за линеен крайцер с водоизместимост 17 500 тона. Кораба трябва да е въоръжен с осем 305-мм оръдия, да развива скорост до 36 възела, но неговото брониране се разчита само за защита от огъня на тежките крайцери.
На последващия ход на програмата повлиява известие за предполагаемото строителство в Германия на корабите от типа „Дойчланд“. Вече френският флот желае да получи бойни единици, способни да настигнат и гарантирано да унищожат „джобните линкори“. Проекта е подготвен към 1931 г. и на 19 юли 1931 г. френският парламент санкционира построяването на „Дюнкерк“ независимо от съпротивата на депутатите, предпочитащи да харчат средствата за линията Мажино. Обаче когато Бенито Мусолини, през 1934 г., обявява за италианските планове за строителството на нови линкори, парите за втория кораб от типа „Дюнкерк“ са отделени без забавяне. „Дюнкерк“ и „Страсбург“ влизат в състава на флота през 1936 и 1939 г.
Корабите от типа „Дюнкерк“ стават първите линкори от ново поколение. Те се отличават с въоръжение, разположено в носа, в четириоръдейни кули, наличието на универсална артилерия, добра противоторпедна защита, висока скорост на хода. Заедно с това проектът, създаван в условията на политически и финансови ограничения, има и редица сериозни недостатъци, главният от които е относително слабата им бронева защита, неспособна да противостои на тежките снаряди. Макар във френския флот „дюнкерците“ да се числят за линкори, фактически те са линейни крайцери и не са пригодни за бой с пълноценните линкори.
Независимо от поръчката на „Страсбург“ ръководството на флота не счита своите сили за достатъчни за противостояние на бъдещите италиански линкори и през 1934 г. започват работите над проект за по-мощен кораб. Линейните кораби от типа „Ришельо“ се разработват на базата на проекта „Дюнкерк“ и са много подобни по външност на тях. Общата компоновка е съхранена, но калибъра на артилерията нараства, бронята се усилва, противоторпедната защита е подобрена. По съвкупност на бойните качества корабите от типа „Ришельо“ са считани за възможно най-добрите линкори от числото на построените в рамките на договорните ограничения. Към числото на проблемните им страни се относят претоварването, ограниченият, както и на „Дюнкерк“, сектор на обстрел на главния калибър, а също и неудовлетворителните 152-мм оръдия в качеството на универсални.
„Ришельо“ е заложен през 1935 г., а „Жан Барт“ през 1936 г. Ръста на военноморската заплаха принуждава французите да продължат строителството на серията и през 1939 г. е заложен линкора „Клемансо“. На четвъртия линкор – „Гаскон“ решават да изменят компоновката – вече кулите на главния калибър трябва да са разположени по една по краищата. Кораба не е заложен, макар през 1940 г. даже да има планове да се построят още два линкора по типа на „Гаскон“. Освен това е разработван и проектът „Елзас“ с увеличена водоизместимост и въоръжение от девет 406-мм оръдия или 12 380-мм, но ходът на военните действия не позволява да се продължат работите.
| Сравнителни ТТХ на френските линкори от Втората световна война |                                            |                                                |
|                                                                | „Дюнкерк“                                  | „Ришельо“                                      |
| Пълна водоизместимост, т                                       | 34 884 – 36 380                            | 47 548 – 49 850                                |
| Артилерия на главния калибър                                   | 8×330-мм/52                                | 8×380-мм/45                                    |
| Универсална артилерия                                          | 16×130-мм/45                               | 9×152-мм/55                                    |
| Зенитен калибър                                                | 8 – 10×37-мм/50 24 – 32×13,2-мм картечници | 12×100-мм/45 12×37-мм/50 24×13,2-мм картечници |
| Бордово брониране, главен пояс, мм                             | 225 или 283                                | 330                                            |
| Брониране на палубите, мм                                      | 115 – 130                                  | 150 – 170                                      |
| Брониране на кулите на ГК, мм                                  | 150 – 330 или 160 – 360                    | 170 – 430                                      |
| Енергетична установка                                          | паротурбинна, 110 960 или 112 000 к.с.     | паротурбинна, 150 000 к.с.                     |
| Максимална скорост, възела                                     | 29,5                                       | 31,5                                           |

### Линкорите на Италия
Макар Италия съгласно международните съглашения да има право да построи нови линейни кораби в пределите на 70 000 тона, тя не бърза да се възползва от това свое право. Главният ѝ потенциален противник – Франция, има също толкова остарели линкори. Ситуацията се променя със залагането от французите на линейния крайцер „Дюнкерк“, който чувствително превъзхожда италианските линкори по скорост и огнева мощ.
Неразполагайки с готов проект за нов линкор, италианският флот взема решение за радикална модернизация на два линкора от типа „Конте ди Кавур“. При това се заменят около 60% от конструкциите. Корпусите на линкорите са удължени, архитектурата им е радикално изменена. Средната кула на главния калибър е свалена, на останалите оръдия са разпробити стволовете, за да се увеличи калибъра им. Линкорите получават нова противоминна и зенитна артилерия, система за противоторпедна защита, а мощността на силовата установка нараства 2,5 пъти. Фактически, са построени нови линкори на базата на предишните. В строя те влизат 1936 – 1937 г. В резултат се получават кораби, способни да противостоят на „Дюнкерк“ и да се изплъзнат от по-мощните линкори построени през 1910-те години. По образец на тази двойка са преустроени и двата линкора от типа „Андреа Дория“. Основното отличие на този модернизационен проект става използването на новоразработени противоминни и зенитни оръдия. В строй те влизат през 1940 г.
Едновременно с преустройството на старите си линкори италианците водят работи по създаването на съвършено нов проект. Първите два линкора от типа „Литорио“ са заложени през 1934 г., като тяхната стандартна водоизместимост е много над договорните 35 000 тонн, но даденият факт е скрит от обществеността. Следващите два линкора първоначално е планирано да се построят по нов проект с 406-мм артилерия, но, в крайна сметка, флота предпочита да поръча още кораба от типа „Литорио“, които са заложени през 1938 г. „Литорио“, „Виторио Венето“ и „Рома“ влизат в строй вече в хода на Втората световна война, „Имперо“ си остава недостроен.
Проекта „Литорио“ се отличава със сравнително високи бойни качества. Корабите се получават бързоходни, добре въоръжени и нелошо защитени, макар палубното им брониране да не е напълно адекватно. Също е за отбелязване слабостта на зенитната артилерия. Въпреки това в тяхно лице „Реджа Марина“ получава мощна бойна сила и нещата опират само до способност правилно да се използва тя.
| Сравнителни ТТХ на италианските линкори от Втората световна война |                                               |                                  |                                       |
|                                                                   | Модернизиран „Конте ди Кавур“                 | Модернизиран „Андреа Дория“      | „Литорио“                             |
| Пълна водоизместимост, т                                          | 29 032                                        | 28 882 – 29 391                  | 45 029 – 45 485                       |
| Артилерия на главния калибър                                      | 10×320-мм/44                                  | 10×320-мм/44                     | 9×381-мм/50                           |
| Противоминна артилерия                                            | 12×120-мм/50                                  | 12×135-мм/45                     | 12×152-мм/55                          |
| Зенитен калибър                                                   | 8×100-мм/47 12×37-мм/54 12×13,2-мм картечници | 10×90-мм/50 12×37-мм/54 16×20-мм | 12×90-мм/50 20×37-мм/54 16 – 28×20-мм |
| Бордово брониране, главен пояс, мм                                | 220 – 250                                     | 220 – 250                        | 70+280                                |
| Брониране на палубите, мм                                         | 44+80 – 100                                   | 44+80 – 100                      | 45+90 – 162                           |
| Брониране на кулите на ГК, мм                                     | 280                                           | 280                              | 280 – 350                             |
| Енергетична установка                                             | паротурбинна, 75 000 к.с.                     | паротурбинна, 75 000 к.с.        | паротурбинна, 130 000 к.с.            |
| Максимална скорост, възела                                        | 27                                            | 26                               | 30                                    |

### Линкорите на СССР
Dо началото на 1930-те години въпроса за създаване на мощни ВМС не е разглеждан сериозно от ръководството на СССР, а строителството на нови линкори изглежда като скъпоструващ излишък. Провежда се само модернизация на трите останали в строй линкора от типа „Гангут“. Поставени им са нови котли с чисто нефтено отопление, изменя се корабната архитектура, усилва се зенитното им въоръжение. На линкора „Парижка комуна“ (бившият „Севастопол“) освен това е усилено палубното брониране и е увеличен ъгъла на подем на оръдията на главния калибър, което позволява да се повиши далечината на стрелба. Въпреки това, даже бидейки модернизирани, линкорите от този тип са безнадеждно остарели към началото на Втората световна война.
Едва през декември 1935 г. в рамките на програмата за създаване на „Големия флот“ Й. В. Сталин дава указания за разработката на проект за нов линкор. При това Военноморските сили на РСЧА изначално се ориентират към създаването на два типа линкори – с намалена водоизместимост, предназначен за закритите морски театри и голям, който трябва да надмине всички съществуващи и перспективни чуждестранни линейни кораби. Официално заданието за разработката на линкори за Балтийския и Тихоокеанския флотове е дадено на 21 февруари 1936 г. В хода на проектирането е направен опит да се удържи водоизместимостта на бъдещите кораби в пределите на 35 000 тонн, с оглед перспективите за сключване на англо-съветското морско съглашение. Крайният резултат е появата на проектите за линкори от тип „А“, с водоизместимост 35 000 тона, а също и на типа „Б“ – 26 000 тона. Обаче впоследствие се отказват от съблюдаването на каквито и да е ограничения, отчитайки, че подобни действия планират и вероятните противници на СССР. От проекта за линкора тип „Б“ окончателно се отказват, решивайки да се строят вместо това тежките крайцери от проекта 69, които са фактически линейни.
Линкорите от типа „Съветски съюз“ (проект 23) трябва да станат най-големите и силни в света, на което важно значение придава Й. В. Сталин. Първоначално се планира построяването на 15 линкора от този тип, но с оглед реалностите програмата е коригирана до четири единици. Главният линкор „Съветски съюз“ е заложен, без да дочака утвърждаването на техническия проект, на 15 юли 1938 г. В същата година са заложени „Съветска Украйна“, а през 1939 г. „Съветска Белорусия“ и през 1940 г. „Съветска Русия“.
Линкорите от типа „Съветски съюз“ се отнасят към числото на най-силните кораби от своя клас. По огнева мощ на главния калибър те отстъпват само на линкорите от типовете „Ямато“ и „Монтана“. На необходимото ниво е и противоминната артилерия. Обаче зенитното въоръжение на линкорите е доста слабо, по сравнение с чуждестранните аналози. По бронева и подводна защита съветският проект също отстъпва само на „Ямато“ и „Монтана“. Скоростта на „Съветския съюз“ е удовлетворителна, но далечината му на плаване е незначителна. Като цяло, ако бяха построени, тези кораби щяха да са едни от най-добрите в света.
При строителството на линкорите съветската промишленост се сблъсква с големи трудности. Недостатъчното ниво на развитие на много от отраслите принуждава да се обърнат за чужда техническа помощ, а самото строителство върви с голямо изотставане от утвърдените графици. Към 22 юни 1941 г. най-голяма степен на готовност имат първите два кораба – 21% и 18% съответно. Началото на Великата Отечествена война води до прекратяването на строежа, официално оформено на 10 юли 1941 г.
| ТТХ на линкорите от типа „Съветски съюз“ |                            |
| Пълна водоизместимост, т                 | 65 150                     |
| Артилерия на главния калибър             | 9×406-мм/50                |
| Противоминна артилерия                   | 12×152-мм/57               |
| Зенитен калибър                          | 12×100-мм/56 32×37-мм/67   |
| Бордово брониране, главен пояс, мм       | 375 – 420                  |
| Брониране на палубите, мм                | 50+155                     |
| Брониране на кулите на ГК, мм            | 230 – 495                  |
| Енергетична установка                    | паротурбинна, 201 000 к.с. |
| Максимална скорост, възела               | 28                         |

### Линкорите на САЩ
Към конструирането на своите първи поствашингтонски линкори американският флот пристъпва през 1928 г. Проектирането се води с големи трудности, свързани както с невъзможността са се съчетае мощното въоръжение, адекватно брониране и висока скорост в пределите на договорната водоизместимост от 35 000 тона, така и със специфичните американски проблеми – наличието на голям брой линкори със скорост 21 възела и изискванията за преминаването през Панамския канал, който не може да пропуска кораби по-широки от 32,8 м.
Първоначално флота клони към линкор, който е добре въоръжен и защитен, но със скорост 22 – 23 възела. Проектите за линкори със скорост 30 възела се признават за прекалено слабо бронирани. Обаче командването на Тихоокеанския флот на САЩ настоява за създаването на бързоходни линкори, способни да взаимодействат със самолетоносачите и да се борят с японските линейни крайцери от типа „Конго“. В резултат, е създаден проекта за кораб с умерена защита, „междинна“ скорост 27,5 възела и въоръжение от 12 356-мм оръдия в четириоръдейни кули. Вече след началото на построяването им 356-мм оръдия са заменени с 406-мм в триоръдейни кули. Двата линкора от типа „Норт Каролина“ са заложени в периода 1938 – 1939 г.
Макар линкорите да се получават сравнително удачни в рамките на договорните ограничения, американските адмирали не ги считат за напълно удовлетворителни. Причина за това са не само умерената скорост, но и недостатъчно мощната бронева защита, особено от падащи недалеч от борда снаряди. Системата за противоторпедна защита също се счита за слаба. Несъмнено достойнство на новите кораби става универсалната артилерия, състояща се от удачните 127-мм оръдия, което извежда линкорите от типа „Норт Каролина“ на ново ниво в осигуряването на ПВО.
Поради недостатъците на проекта „Норт Каролина“ американският флот пожелава да получи усъвършенстван проект. Той е подготвен към края на 1938 г. На линкорите от типа „Саут Дакота“ успяват чувствително да намалят дължината на корпуса, а значи и дължината на бронираната цитадела, което позволява да се подобри защитата. Повишаване на мощността на машините съхранява предишната скорост, независимо от по-късия корпус. Цената за тези достижения стават посредствената мореходност, теснотата на кораба, на който се налага да се влошат условията за обитаемост на екипажа, а също отслабване на противоторпедната защита. Въоръжението на линкорите по принцип остава същото, което е и на типа „Норт Каролина“. Четирите линкора от типа „Саут Дакота“ са заложени в периода 1939 – 1940 г.
На 31 март 1938 г. САЩ, Великобритания и Франция уведомяват една друга за намеренията си да въведат в действие плаващата скала на Втория лондонски договор за увеличаване на стандартната водоизместимост на новите линкори до 45 000 тона. Сега американският флот може на законно основание да строи доста по-мощни кораби и той пристъпва към изследванията по две направления – създаването на бързоходен линкор за взаимодействие със самолетоносачите и линкор с умерена скорост, но по-добре въоръжен и защитен.
Работите по създаването на бързоходния линкор са реализирани в проекта „Айова“. Освен съпровождението на авионосните съединения, пред него се поставя задачата за унищожаването на линейните крайцери от типа „Конго“, тъй като има опасения, че скоростта на тези кораби след модернизацията им става значително по-висока, отколкотот на типовете „Норт Каролина“ и „Саут Дакота“. Стандартната водоизместимост на линкорите от типа „Айова“ нараства с повече от 10 000 тона, по сравнение с предшествениците, което позволява те да се снабдят с мощна енергетична установка, осигуряваща им рекордна за своя клас скорост. Броневата защита е усилена, а противоторпедната защита едно към едно повтаря използваната на „Саут Дакота“, оставайки си слабо място в конструкцията, главен калибър стават новите 406-мм оръдия с повишена начална скорост на снаряда.
В резултат, са получени линкори практически идеално вписващи се в новия формат на войната по море, където на тежките артилерийски кораби се задава ролята да подсигуряват бойната устойчивост на авионосните съединения. По мнение на Балакин, макар по огнева мощ „айовите“ до известна степен да отстъпват на линкорите от типа „Ямато“, като цяло, по съвокупност на своите характеристики, и особено с оглед зенитната артилерия, радарите и системите за управление на огъня, линкорите от типа „Айова“ стават най-добрите линейни кораби във Втората световна война, от числото на реално построените. Други автори считат, че те все пак малко отстъпват на японските гиганти. Четирите линкора от този тип са заложени в периода 1940 – 1941 г. и са въведени в строй 1943 – 1944 г. Още два са заложени през 1942 – 1943 г., но изменилите се приоритети водят до затягане на строителството им и тяхното дострояване е прекратено.
Разработката на линкора с умерена скорост води до създаването на проекта „Монтана“. В него се опитват да отстранят главният недостатък на новите американски линкори – относително слабата им защитеност. Бронирането им е чувствително усилено, особено бордовият пояс, въоръжението се състои от 12 406-мм оръдия в четири кули. Скоростта им примерно съответства на „Норт Каролина“ и на „Саут Дакота“, но даже стандартната им водоизместимост надхвърля 60 000 тона. Пет линкора от този тип са поръчани през 1940 г., когато Конгреса на САЩ рязко изменя своята по-рано изолационистка позиция във връзка с началото на Втората световна война. Първите два линкора са заложени през 1941 г., но построяването им върви бавно, тъй като хода на войната в Тихия океан показва решаващата значимост на самолетоносачите. През 1942 г. строителството е спряно, а през 1943 г. и окончателно прекратено. Трите последващи линкора на серията даже не са залагани.
| Сравнителни ТТХ на американските линкори от Втората световна война |                                   |                                           |                                |                            |
|                                                                    | „Норт Каролина“                   | „Саут Дакота“                             | „Айова“                        | „Монтана“                  |
| Пълна водоизместимост, т                                           | 44 379                            | 44 519                                    | 57 540                         | 70 500                     |
| Артилерия на главния калибър                                       | 9×406-мм/45                       | 9×406-мм/45                               | 9×406-мм/50                    | 12×406-мм/50               |
| Универсална артилерия                                              | 20×127-мм/38                      | 20×127-мм/38                              | 20×127-мм/38                   | 20×127-мм/54               |
| Зенитен калибър                                                    | 16×28-мм/75 12×12,7-мм картечници | 28×28-мм/75 или 24×40-мм/56 12 – 16×20-мм | 60 – 80×40-мм/56 53 – 60×20-мм | 32×40-мм/56 20×20-мм       |
| Бордово брониране, главен пояс, мм                                 | 305                               | 310                                       | 307                            | 406                        |
| Брониране на палубите, мм                                          | 37+140                            | 37+146 – 154                              | 37+153 – 179                   | 52+152 – 187               |
| Брониране на кулите на ГК, мм                                      | 249 – 406                         | 300 – 457                                 | 260 – 495                      | 254 – 571                  |
| Енергетична установка                                              | паротурбинна, 121 000 к.с.        | паротурбинна, 130 000 к.с.                | паротурбинна, 212 000 к.с.     | паротурбинна, 172 000 к.с. |
| Максимална скорост, възела                                         | 27,5                              | 27,5                                      | 32,5                           | 28                         |

### Линкорите на Япония
Към предварителното проектиране на своите нови линкори японците се връщат през 1930 г. Скоро става ясно, че да се създаде ефективен кораб в рамките на договорната водоизместимост не е възможно. През 1934 г. е прието секретно решение за отказ от съблюдаване на договорните ограничения и за създаването на кораб с максималната възможна мощ. При това се изхожда от предположението, че САЩ няма да строят прекалено големи кораби поради ограниченията по преминаване на Панамския канал. Без да имат шансове да се състезават със САЩ по брой на линкорите, японците решават да получат решаващо качествено превъзходство.
Проектът „Ямато“ е подготвен през 1936 г., през 1937 г. залагат главният кораб „Ямато“, през 1938 г. „Мусаши“. През 1940 г. залагат отначало „Шинано“, а след това линкора под строителен номер 111, така и не получава собствено име. Освен това се планира по-късно да се построят още три линкора по усъвършенстван проект, с усилена зенитна артилерия, при това двата последни трябва да носят и по шест оръдия калибър 510 мм, но тяхното залагане е отменено. Цялата информация за типа „Ямато“ е толкова засекретена, че истинските характеристики на тези кораби за противниците на Япония стават известни едва след войната.
Огромната водоизместимост позволява на конструкторите на снабдят линкорите от типа „Ямато“ с най-големите в новата история оръдия калибър 460 мм. Те придават на корабите изключителна огнева мощ, макар за създаването на снарядите за тези оръдия японците да тръгват по съмнителен път. Броневата защита на линкорите се оказва рекордна по дебелина, макар нейната реална ефективност да се намалява от недостатъчно високите качества на японската броня. Противоторпедната защита също има рекордни размери, макар и да е не напълне удачно конструирана. Тя е по-мощна, отколкото на линкорите на САЩ, Англия и Германия, но конструктивно може да бъде и по-добра. Повишената бойна устойчивост на тези бойни единици се придава още от самите им размери. Зенитната артилерия изглежда недостатъчна, но е съществено усилена в хода на модернизации.
| ТТХ на линкорите от типа „Ямато“   |                            |
| Пълна водоизместимост, т           | 72 810                     |
| Артилерия на главния калибър       | 9×460-мм/45                |
| Противоминна артилерия             | 12×155-мм/60               |
| Зенитен калибър                    | 12×127-мм/40 24×25-мм/60   |
| Бордово брониране, главен пояс, мм | 410                        |
| Брониране на палубите, мм          | 35 – 50+200 – 230          |
| Брониране на кулите на ГК, мм      | до 650                     |
| Енергетична установка              | паротурбинна, 150 000 к.с. |
| Максимална скорост, възела         | 27,5                       |

## Линкорите във Втората световна война
Втората световна война става залез за линкорите, тъй като в морето се утвърждава новото оръжие, далечината на действие на което с пъти надвишава най-далекобойните оръдия на линкорите – авиацията, палубна и брегова. Класическите артилерийски дуели са вече в миналото, и по-голямата част от линкорите загива съвсем не от артилерийски огън, а от действията по въздух и под вода. Случая с потопяването от линкор на самолетоносач е предизвикан по-скоро от грешките в действията на командването на последния.
Така например при опит да си пробие път в Северния Атлантик за провеждането на рейдерска операция, немският линкор „Бисмарк“ влиза на 24 май 1941 г. в бой с английския линкор „HMS Prince of Wales (1939)“ и линейния крайцер „HMS Hood (51)“, като тежко поврежда първия, а също потопява „Худ“ с един залп. Обаче още на 26 май, връщайки се с повреди от прекъснатата операция във френския Брест, той е атакуван от палубни торпедоносци „Суордфиш“ на самолетоносача „Арк Ройял“, в резултат на две торпедни попадения снижава скоростта си на ход (едно от торпедата заклинва рулите, в момент когато линкора завива), на следващия ден е настигнат от англичаните и след 88-минутен бой c линкорите „Родни“, „Кинг Джордж V“ и няколко крайцера е потопен от екипажа.
На 7 декември 1941 г. японските самолети на шест самолетоносача атакуват базата на американския тихоокеански флот в залива на Пърл Харбър, потопявайки 4 и тежко повреждайки други 4 линкора, а също и няколко други кораба. На 10 декември от японски самолети на бреговата авиация са потопени английският линкор „HMS Prince of Wales (1939)“ и линейният крайцер „HMS Repulse (1916)“. Линкорите започват да се въоръжават с все по-голям брой зенитни оръдия, обаче това малко помага против набиращата сила авиация. Най-добрата защита против авиацията на противника е присъствието на самолетоносач, който така печели водещата роля в морската война.
Британските линкори от типа „Куин Елизабет“, действащи в Средиземно море, стават жертви на немските подводници и на италианските подводни диверсанти. При това „HMS Barham (1914)“ потъва, потопен от немската подводница U-331, а „HMS Queen Elizabeth (1913)“ и „HMS Valiant (1914)“ са взривени направо в залива на Александрия и задълго излизат от строй.
Техните съперници, новите италиански кораби „Литорио“ и „Виторио Венето“, само веднъж се срещат с тях в бой, ограничавайки се до престрелка на голяма дистанция и без да се решат да преследват своите с пъти по-стари опоненти. Всичките им бойни действия се свеждат до схватки с крайцерите и авиацията на англичаните. През 1943 г. те след капитулацията на Италия отплават за Малта, за да се предадат в плен на англичаните, заедно с третия, невоювал, линкор „Рома“. Това не могат да им простят германците, които атакуват ескадрата, и „Рома“ е потопен от най-новото оръжие – радиоуправляемата бомба FX-1400; с тези бомби са повредени и другите кораби, в т.ч. линкора „Литорио“, преименуван на „Италия“, който по чудо остава на вода, а също и английският „HMS Warspite (1913)“, пробит напълно и задълго излязъл от строй.
В заключителния етап от войната функциите на линкорите се свеждат до артилерийска бомбардировка на крайбрежията и защита на самолетоносачите. Най-големите в света линкори, японските „Ямато“ и „Мусаши“ са потопени от авиация, така и без да влязат в бой с американските кораби.
Обаче с линкорите все пак все още се налага да се съобразяват. Така например линкорът „Тирпиц“ само със своето присъствие в Норвегия заплашва арктическите конвои за СССР и сковава значителни сили на британския флот. Скрит в норвежките фиорди и защитен от наземните зенитни оръдия, той е значително повреден от английските подводни минилодки, а по-късно е потопен от свръхтежките бомби „Толбой“ на английските бомбардировачи.
Действащият заедно с „Тирпиц“ „Шарнхорст“, през 1943 г., се среща с английския линкор „HMS Duke of York (1940)“ („Дук оф Йорк“), тежкия крайцер „Норфолк“, лекия крайцер „Ямайка“ и разрушители и е потопен. Еднотипният му „Гнейзенау“ при прорива от Брест в Норвегия през Ла Манш (Операция Цербер) е тежко повреден от английската авиация (частичен взрив на боезапаса) и не излиза от ремонт до края на войната.
Последният във военноморската история бой непосредствено между линкори се състои през нощта на 25 октомври 1944 г. в пролива Суригао, когато 6 американски линкора атакуват и потопяват японските „Фусо“ и „Ямаширо“. Американските линкори застават на котва напречно на пролива и дават бордови залпове с всички оръдия на главния калибър по локаторен пеленг. Японците, които нямат корабни радари, могат да стрелят само от носовите си оръдия практически насляпо, ориентирайки се по светлините от дулния пламък на американските оръдия.
В изменилите се обстоятелства, проектите за строеж на още по-големи линкори (американският „Монтана“ и японският „Супер Ямато“) са отменени. Последният линкор, влязъл в строй, става британския „HMS Vanguard (1944)“ („Вангард“, 1946 г.), заложен още преди войната, но достроен едва след нейният край.
Задънената улица в развитието на линкорите показват немските проекти Н42 и Н44, според които кораба с водоизместимост от 120 – 140 хил. тона трябва да има артилерия калибър 508 мм и палубна броня 330 мм. Палубата, имаща много голяма площ, отколкото бронепояса, е невъзможно да се защити от авиобомби без излишно утеготяване, палубите на корабите на служба се пробиват от бомби калибър 500 и 1000 кг.

## Линкорите след Втората световна война
От боевете през Втората световна война, във връзка с излизането на първа линия на палубната и бреговата авиации, а също и на подводните лодки линкорите, като тип военни кораби, са признати за остарели. В строй влизат само два кораба: английският „Вангард“, през 1946 г. и френският „Жан Барт“, през 1949 г., станали последните в историята влезли в строй линкори. Двата кораба към края на войната се намират във висока степен на готовност, и въвеждането им в строй е обуслувено по-скоро от политически престиж и желание да се оправдаят вече вложените средства, отколкото от каквато и да е военна необходимост. Само в Съветския съюз известно време има разработки за нови линкори, включая фактически линкори тежки крайцери от проекта 82. Причините за това са разни: от личните амбиции на Сталин, до желанието да има надеждно средство за доставка на ЯО до крайбрежните градове на потенциалните противници (корабните ракети тогава не съществуват, СССР няма самолетоносачи, и голямокалибрените оръдия биха могли да са напълно реална алтернатива за решаването на тази задача). Последните линкори са свалени от въоръжение (в САЩ) през деветдесетте години на XX век.
След войната болшинството линкори са изпратени за скрап към 1960 г. – те са прекалено скъпи за изнурените от войната икономики и нямат повече предишното си военно значение. Тяхната бронева защита не предоставя адекватна защитеност от атомното оръжие и управляемите ракети с бронебойни бойни части; високата огнева мощ на линкорите е съществено обезценена от широкото разпространение на тактическите ядрени боеприпаси. Към края на 1960-те линейни кораби остават само в резерва на ВМС на САЩ.
Само САЩ още няколко пъти използват своите последни линкори (от типа „Айова“) за артилерийска поддръжка на наземни операции, поради относителната, по сравнение с авиоударите, ниска цена на обстрел на брега с тежки снаряди по площ, а също и заради прекомерната огнева мощ на корабите (след модернизациите на системата за зареждане, за час стрелба, „Айова“ може да изстреля около хиляда тона снаряди, което и сега е невъзможно за нито един самолетоносач, а новите рецепти барут и полиуретановите зарядни картузи позволяват рязко да се повиши живучестта на ствола). Макар да следва да се признае, че обладаващите доста малко (70 кг за 862-килограмовите фугасни и само 18 кг в 1225-килограмовите бронебойни) количество ВВ снаряди на американските линкори не по най-добър начин подхождат за обстрели на брега. От друга страна, натрупаните в годините на Втората световна война запаси от тези снаряди да се използват по друг начин не е възможно. Преди войната в Корея отново са приети на въоръжение всички четири линкора от типа „Айова“. Във Виетнам е използван само „Ню Джърси“.
В периода 1960—1970-те нееднократно е обсъждан въпроса за модернизацията на тези линкори, преустройството им в ракетоносни кораби, или в комбинирани линкори-вертолетоносачи за поддръжка на операциите на морската пехота (при това се предполага замяната на кърмовата кула с полетна палуба и хангар), но нито един от проектите не е реализиран поради липса на средств.

### Реактивация на линкорите от типа „Айова“
При президента Рейгън линкорите от типа „Айова“ са извадени от резерва и отново въведени в строй. Главната причина е тяхната сравнително малка амортизация – разчетени за 25 – 30 години служба, корабите през по-голямата част от кариерата си престояват в резерва и се намират в добро състояние.
В новата доктрина, линкорите са призвани да станат ядрото на нови ударни корабни групировки; за което те са превъоръжени и стават способни да носят крилатите ракети „Томахоук“ (8 четиризарядни контейнера) и противокорабните от типа „Харпун“ (32 ракети). Отбранителното въоръжение на линкорите е усилено с поставянето на съвременни системи за РЕБ и автоматичните зенитни установки „Вулкан-Фаланкс“.
„Ню Джърси“ участва в обстрела на Ливан в годините 1983 – 1984 г., а „Мисури“ и „Уисконсин“ водят огън с главния калибър по наземни цели по време на първата война в Персийсия залив 1991 г. Обстрела на иракските позиции и стационарните обекти с главния калибър на линкорите при еднаква ефективност се оказва значително по-евтин от ракетния. Също така добре защитените и просторни линкори се оказват ефективни и в ролята на щабни кораби. Обаче големите разходи за преоборудването на старите линкори (300 – 500 млн. долара за всеки) и високите разходи за тяхната издртжка – а също съмненията за тяхната бойна живучест – водят до това, че всички четири кораба са повторно свалени от въоръжение през деветдесетте години на XX век. „Ню Джърси“ е изпрате във военноморския музей в Камден (щата Ню Джърси), „Мисури“ става кораб музей в Пърл Харбър, „Айова“ става кораб музей в Лос Анджелис, а „Уисконсин“ се намира на вечна стоянка в морския музей на Норфолк (щата Вирджиния).
През 1996 г., вече след отписването на линкорите, Конгреса на САЩ, при утвърждаването на поредния годишен бюджет за отбрана изисква, като минимум два линкора, а също и необходимата инфраструктура, резервни части и боеприпаси, да се намират на дълговременна консервация и да са годни за връщане в строй. За това са избрани „Уисконсин“ и „Айова“. Последният път, когато тази точка се съдържа в бюджетния документ е 2007 г., след това линкорите са отписани окончателно, „Уисконсин“, през 2009 г., „Айова“ – през 2012 г.

### Наследство
Макар днес линкорите да отсъстват в бойния състав на световните флотове, техни идеологически приемници, в определена степен, са концепцията за „корабите-арсенали“; специализирани платформи с голям запас крилати ракети, предназначени за разгръщане близо до крайбрежията на противника и за нанасяне на масиран ракетен удар за минимално време. Подобни кораби (тесноспециализирани и лишени от собствени системи за управление на огъня) могат да дадат ръст на мощността на ракетния залп по-евтино, отколкото разгръщането на допълнителни ракети на универсалните разрушители. Концепциите за подобни кораби периодично се обсъждат във ВМФ на САЩ, обаче не са реализирани във връзка със съмнителната ценност на тесноспециализираните носители. Като частично въплъщение на тази концепция четири ПЛАРБ от типа „Охайо“ в периода 2002 – 2010 г. са превъоръжени за носене на 144 крилати ракети „Томахоук“.
Съветските тежки атомни ракетни крайцери от проекта 1144 „Орлан“ също нееднократно са сравнявани в западната преса с линкорите и линейните крайцери, поради техните значителни размери и водоизместимост, а също и поради наличието на развито брониране.